# Неоклассицизм (литература)

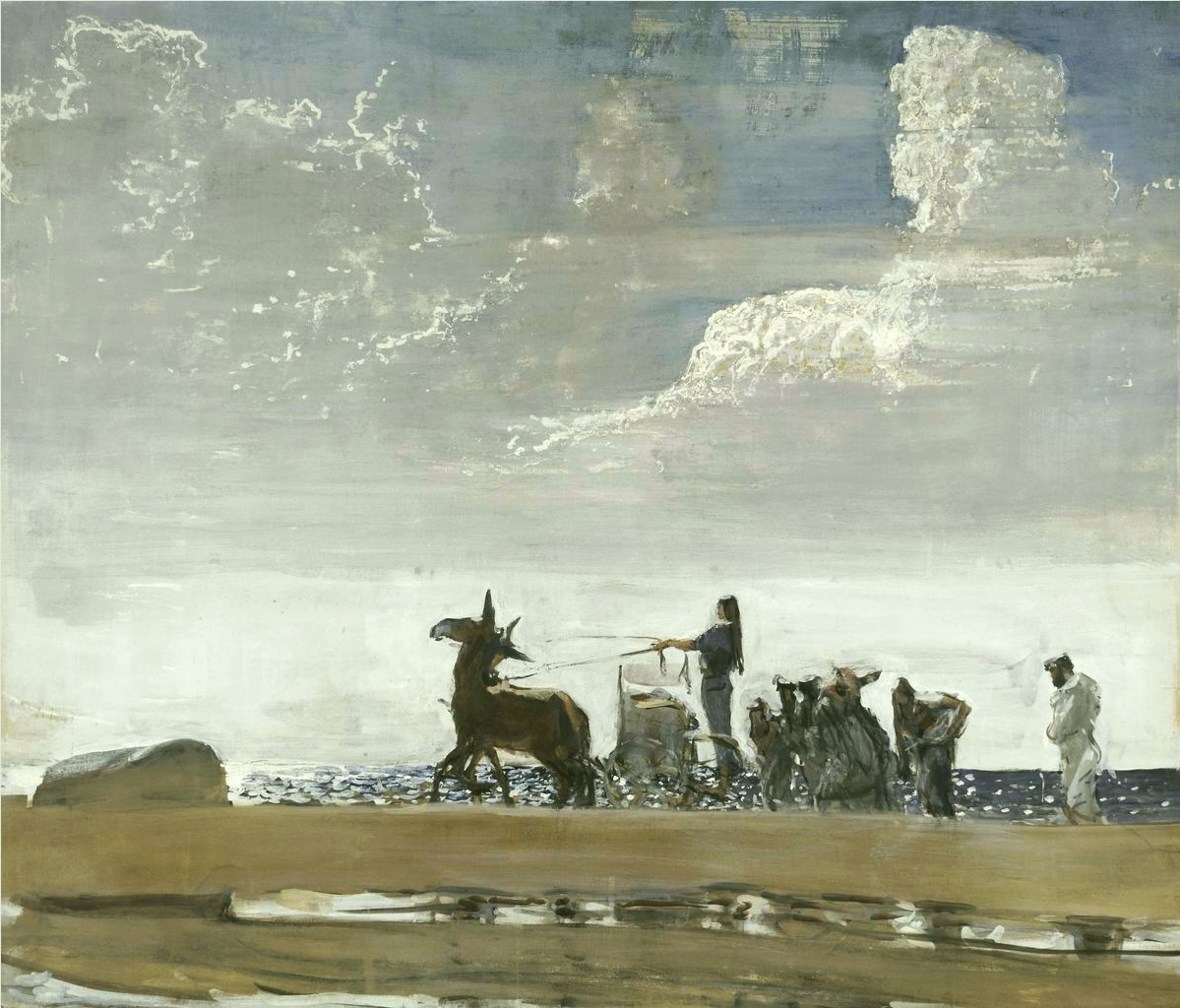
Валентин Серов. Одиссей и Навсикая. 1910. ГТГ, Москва

Неоклассици́зм (от греч. néos — новый и классицизм) в литературе — стилистический принцип, построенный на заимствовании мифологических образов, мотивов, тем и сюжетов античной литературы. Характерными чертами неоклассицизма в литературе являлись пластическая выразительность и ясность языка. С идейно-эстетической точки зрения неоклассицизм отвергал классицистические принципы, провозгласившие французский классицизм XVII века образцом для подражания, и ориентировался на воссоздание истинного «духа» Античности. Неоклассицизм как термин, может обозначать любое «не-классицистическое» отношение к античной культуре.
Литературные явления, обозначаемые термином неоклассицизм, продолжая в чём-то традиции классицизма, возникли уже после смены последнего другими направлениями, не раньше рубежа XVIII—XIX веков. В национальных литературах в разные исторические периоды явление приобретало отличное идейно-художественное содержание.
Черты неоклассицизма проявились во французской и русской поэзии конца XVIII — начала XIX века, произведениях русских литературных объединений начала XIX века — салона А. Н. Оленина, Вольного общества любителей словесности, наук и художеств и Дружеского литературного общества, стихах русских поэтов середины XIX века А. Н. Майкова, Н. Ф. Щербины, поэзии французских парнасцев и русских символистов, французской драматургии XX века.

## Термин
Термин неоклассицизм в литературоведении разных стран может обозначать:
- Неоклассицизм в широком смысле — стилистический принцип, построенный на заимствовании мифологических образов, мотивов, тем и сюжетов античной литературы. Характерными чертами неоклассицизма в литературе являлись пластическая выразительность и ясность языка[1]. С идейно-эстетической точки зрения неоклассицизм отвергал классицистические принципы, провозгласившие французский классицизм XVII века образцом для подражания, и ориентировался на воссоздание истинного «духа» Античности. Литературовед Елизавета Пульхритудова определяла неоклассицизм как термин, обозначающий любое «не-классицистическое» отношение к Античности[3].

- Неоклассицизм (англ. neoclassicism) в английском литературоведении — период в английской литературе между 1660—1780-ми годами, от начала творчества Джона Драйдена до смерти Сэмюэла Джонсона в 1784 году. Для данного времени была характерна ориентация на литературу Древнего Рима. Английский неоклассицизм обычно рассматривают в рамках литературы Просвещения[4].

- Неоклассицизм в русском литературоведении — использование античных мифологических и исторических образов, тем и сюжетов с ориентацией непосредственно на традиции античной поэзии и культуры. Интерес неоклассицистов к Античности имел качественно иной, чем у классицистов, характер. Обычно к неоклассицизму в русской литературе относят широкий круг явлений — от стихов Константина Батюшкова до трагедий Иннокентия Анненского. В России было два неоклассицизма, остальные явления носили характер неоклассических тенденций[5]:

- Предромантический и романтический неоклассицизм конца XVIII — начала XIX века;

- Неоклассицизм конца XIX — начала XX века.

- Неоклассицизм (англ. neoclassicism, нем. neuklassizismus, neuklassik, фр. сlassicisme moderne) в европейской и американской литературе конца XIX — XX века — направление в литературе, ориентированное на античную культуру как смысловое пространство и шире — на традицию как незыблемый философский и эстетико-этический принцип. Неоклассицизм конца XIX — XX века формировался как феномен модернизма, в противоборстве с неоромантизмом. В романтизме неоклассицисты видели главный источник всех социальных и литературных бед[4].

## Неоклассицизм конца XVIII — начала XIX века

### Идейно-эстетическое содержание
Дифференциация классицизма XVIII века и классицизма начала XIX века в литературе возникла ещё в XIX столетии. Уже в первой половине века художественный критик Виссарион Белинский использовал термины «ложноклассицизм» и «псевдоклассицизм» для определения идеологии, объявившей образцом для подражания французский классицизм XVII века, а не культуру Античности. На рубеже XVIII—XIX веков использование античных мифологии, исторических образов, отдельных тем античной лирики, воспринятых через французский классицизм, постепенно сменилось прямой ориентацией на традиции античной литературы, на дух античной культуры. В современном литературоведении эту ориентацию принято называть неоклассицизмом.

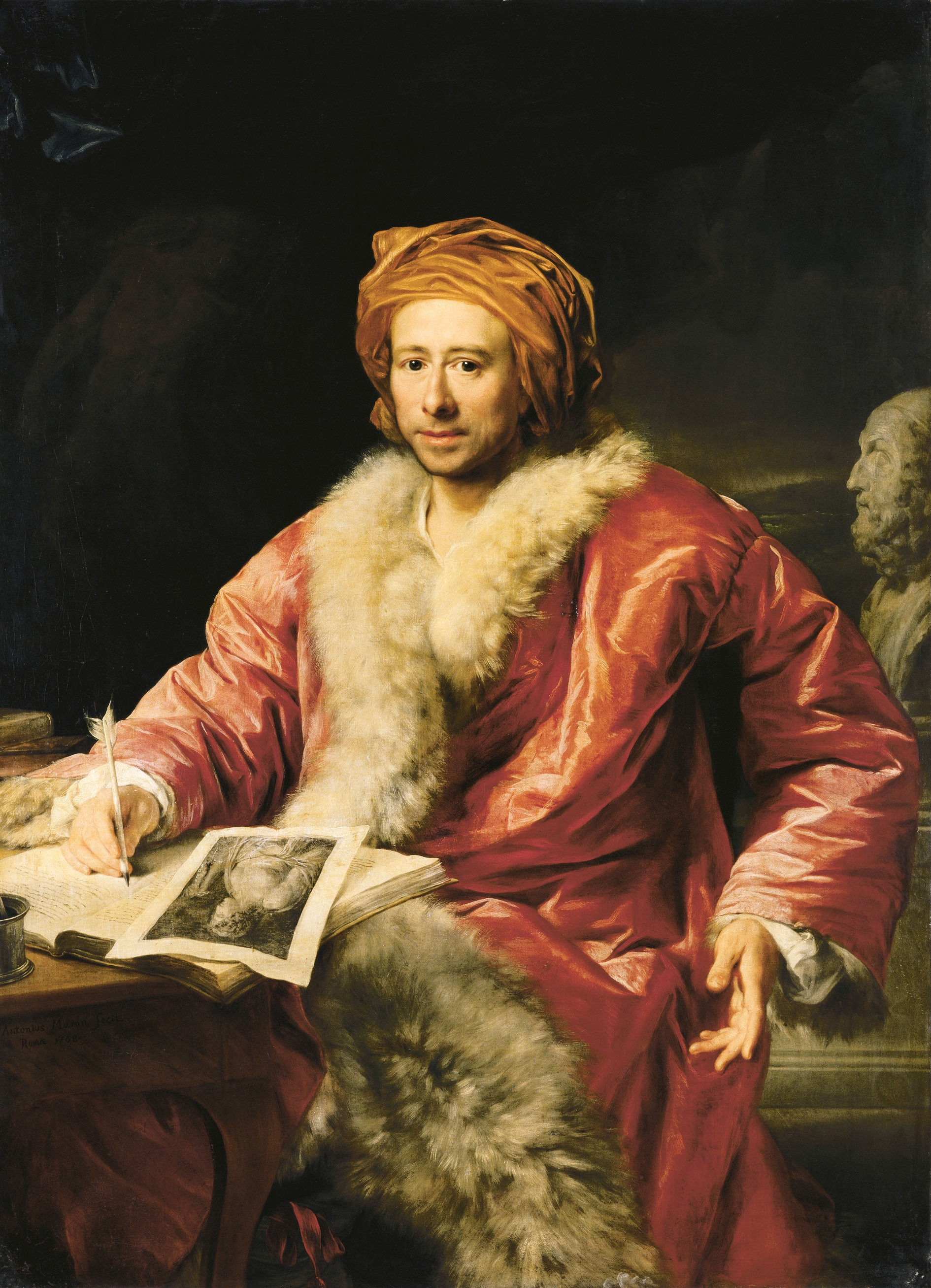
Антон фон Марон. Портрет И. И. Винкельмана (с гравюрой изображающей Антиноя). 1767. Веймарский замок

Неоклассицизм в литературе был непосредственно связан с идеологией общеевропейского неоклассицизма последней трети XVIII века, наиболее ярким выразителем которой стал историк искусств Иоганн Иоахим Винкельман. Издавший «Историю искусств древности», он первым призвал в изучению климата, общественно-политического устройства греческих полисов, обычаев, нравов, верований древних греков. Для Винкельмана древнегреческое искусство являлось идеалом, а истинный путь к оригинальному искусству в настоящем состоял в подражании грекам. Принцип подражания древним в эстетических взглядах историка выступал универсальным способом создания нового искусства. «Единственный путь для нас сделаться великими и, если можно, даже неподражаемыми — это подражать древним», — писал Винкельман. Тем не менее, подражание, по его замыслу, должно было быть не слепым, а творческим, — таким, чтобы образцы древности в современном искусстве передавали «новую натуру».
Историк фактически открыл для современников Древнюю Грецию, его идеи повлияли на Готхольда Лессинга, Иоганна Гердера, через Иоганна Гёте, Фридриха Шиллера, Иммануила Канта — на Фридриха Гёльдерлинга, Иоганна Фихте, Георга Гегеля. В отличие от классицистов, превозносивших в основном искусство Древнего Рима, неоклассицисты объявили его подражательным, вторичным по отношению к древнегреческому. Таким образом, неоклассицизм был отмечен прежде всего филэллинизмом. «Пусть всякий по-своему будет греком, но пусть он им будет!», — писал по этому поводу Иоганн Гёте. 
Идеи Винкельмана развил Иоганн Гердер. Центральной идеей относительно искусства для Гердера была мысль об отношении к древним как к «живым образцам», необходимость посмотреть на искусство Древней Греции «глазами грека». Вскоре мыслитель призвал смотреть на любую культуру глазами её создателей. Для него Античность также выступала идеалом, но более глубокое изучение феномена культуры привело мыслителя к идее равноценности всех культур. Если Винкельман сравнивал древнегреческих и лучших современных художников с целью показать превосходство Древней Греции, то Гердер позволял себе проводить параллели между явлениями Античности и явлениями других культур. Он первым провозгласил требование быть для своего народа тем, чем являлся Гомер для греков. В классицистическом принципе подражания Античности мыслитель видел причину отсутствия оригинальных поэтов, произведений, и осознав связь античной литературы с древнегреческим фольклором, обратился к народной поэзии, собиранию и переводу лирических песен разных этносов.
Неоклассицизм, как система эстетических принципов, нацеленных на воссоздание духа «истинной Античности», способствовал формированию сентиментализма, романтизма и историзма. Предромантическая эстетика, выдвигавшая принципы историзма, помогла увидеть произведения античных авторов как продукт конкретной исторической эпохи со всеми её типическими чертами. В связи с этим переводы и стилизации на темы античной литературы стали стараться воспроизводить с исторической достоверностью, в то время как в классицизме античные образы использовались только как аллегории или декоративные украшения текстов. Тем не менее, в неоклассицизме конца XVIII — начала XIX века сохранилось классицистическое представление о неизменности человеческой натуры. Если в деталях этнографии и быта неоклассические произведения отражали самобытность Античности, то сфера эстетического восприятия и чувств была «неподвластна смене времён и ходу времени».

### Немецкая литература

#### Неоклассическая поэзия. Веймарский классицизм

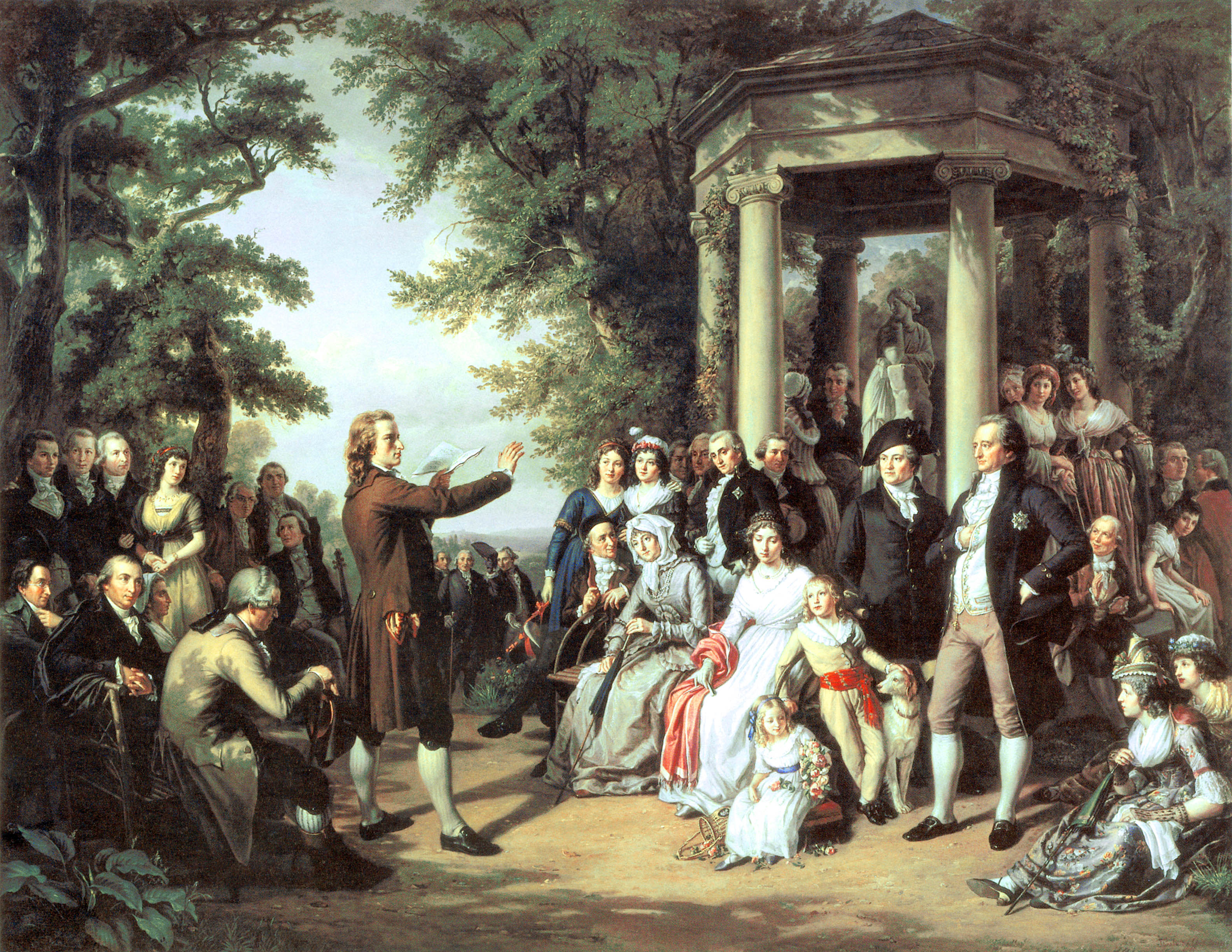
Теобальд фон Эр. Веймарское царство муз. 1860. Ф. Шиллер декламирует стихи в Тифуртском парке. Среди слушателей у левого края сидит И. Г. Гердер, в центре — К. М. Виланд. И. В. Гёте стоит справа

Неоклассицистическая идея создания оригинального творчества в духе древних стала одной из центральных в европейской эстетике второй половины XVIII века, на её основе возникла неоклассическая поэзия. В немецкой литературе анакреонтиков Иоганна Глейма, Иоганна Уца, Иоганна Гёца и Фридриха Якоби, одическую поэзию Карла Рамлера и Фридриха Клопштока, в которой они воспроизводили особенности античной метрики и строфики, сменили антологические циклы Фридриха Шиллера и Иоганна Гёте, «Цветы из Греческой Антологии» Иоганна Гердера и «Гиперион» Фридриха Гёльдерлинга. В этой новой поэзии одним из центральных принципов стало изображение современности классическими средствами, «как бы озарёнными светом античной поэзии».
Интерес к культуре Древней Греции поддерживался в классической немецкой эстетической мысли. На рубеже XVIII—XIX века в Веймаре образовался кружок поэтов и мыслителей, мечтавших о возрождении гуманистического искусства по примеру древних Афин, для которых «путеводной звездой» стало «эллинское» учение Винкельмана. Иоганн Петер Эккерман называл их «партией классиков», но позже за явлением закрепилось название веймарская классика (нем. Weimarer Klassic), не совсем точно передаваемое на русском языке как «веймарский классицизм». Крупнейшими представителями веймарской классики стали Иоганн Гёте, Фридрих Шиллер и Вильгельм Гумбольт. Гёте в ряде работ рубежа веков — статьях «Введение в Пропилеи» (1798), «О Лаокооне» (1798), «Коллекционер и его близкие» (1798—1799), эссе «Винкельман» (1804—1805), — предпринял попытку соотнести понятия «античность» и «современность». Мыслитель превозносил Винкельмана, считая что последнему удалось в наибольшей степени овладеть «духом древних» и посредством этого познать как «красоту форм, так и способы её создания». Гумбольт придерживался мысли, что гармоничное развитие личности и свобода искусства были возможны лишь в Древней Греции, которой он посвятил ряд трудов — «Об изучении древности» (1793), «Лациум и Эллада» (1806), «История падения и гибели греческих полисов» (1807) и другие.
Воздействие лишь частично перекликавшейся с установками французского классицизма теории Винкельмана на умы современников было чрезвычайно велико. Если основатель немецкого просветительского классицизма Иоганн Готтшед ещё во всём полагался на авторитет литературы французского классицизма, в основном на теорию Никола Буало, то Готхольд Лессинг высмеял это как преклонение перед зарубежными авторитетами, а в своём «Лаокооне» дал новую трактовку Античности, отвергнув положение Горация о том, что поэзия подобна живописи, и обосновав просветительские принципы искусства, ссылаясь на образцы древнегреческой скульптуры, труды Гомера и Аристотеля. Веймарский классицизм стал настолько оригинальным и самобытным явлением, что французские историки литературы, в частности Анри Пейр, ставили под сомнение принадлежность Гёте и Шиллера к классицизму.

#### Иоганн Вольфганг фон Гёте
В Италии, куда он уехал в 1786 году, Иоганн Гёте создал единственное крупное произведение на сюжет античного мифа — «Ифигения в Тавриде» (1787). В трагедии он замыслил воплотить в живом образе винкельмановское «спокойное величие». Гёте переосмыслил Античность в «Римских элегиях» (1788, изданы в 1795), использовав традиции древнеримских поэтов Катулла, Тибулла и Проперция, воспринятые в их исторической самобытности, а не посредством канонов классицизма XVII века. Одновременно с этим лирический герой произведения был носителем современного просветительского сознания. Использовав торжественный гекзаметр в сочетании с пентаметром, образы античных мифов, пейзажи Рима — античного, нового, художественного и народного — поэт открыл ещё одну грань и в освоении античной культуры, и в репрезентации современной ему действительности. Элегии Гёте имели мало общего с сентиментализмом конца XVIII века: образцом для него служили элегии римских поэтов I века н. э.; изображение любви, витальность восходили к языческому мировосприятию; связующим звеном выступал Винкельман, помогший увидеть в древних «проявление здорового несокрушимого естества».
Гёте продолжил развитие темы «Римских элегий» по-новому в поэтических балладах 1797 года: «Коринфская невеста», «Бог и баядера», «Ученик чародея», «Паж и мельничиха». Наиболее ярким произведением являлась «Коринфская невеста», в которой поэт уходил вглубь веков, в древнегреческий город Коринф, во времена, когда античная культура сменялась христианской. Две культуры представали в произведении в контрасте: светлое и жизнерадостное мировоззрение древних греков, жизнь под знаком Цереры, Вакха и Амура, противопоставлялись тягостному и мрачному христианству.

#### Фридрих Шиллер
В 1788 году, когда Гёте вернулся из Италии, Фридрих Шиллер создал одно из своих программных стихотворений — «Боги Греции». В том же году он начал серьёзно изучать античную литературу и писал в августе: «Древние доставляют мне теперь истинное наслаждение». Начав работу над «Марией Стюарт», он перечитывал Пьера Корнеля, и в письме к Гёте от 1799 года порицал «ложный вкус» и «дурные привычки французской манеры». Наиболее многогранно и масштабно талант Шиллера предстал в его балладах на античные темы — «Элевзинский праздник» (1798), «Геро и Леандр» (1801), «Торжество победителей» (1803). 

### Русская литература

#### Истоки русского неоклассицизма. Львовско-Державинский литературный кружок

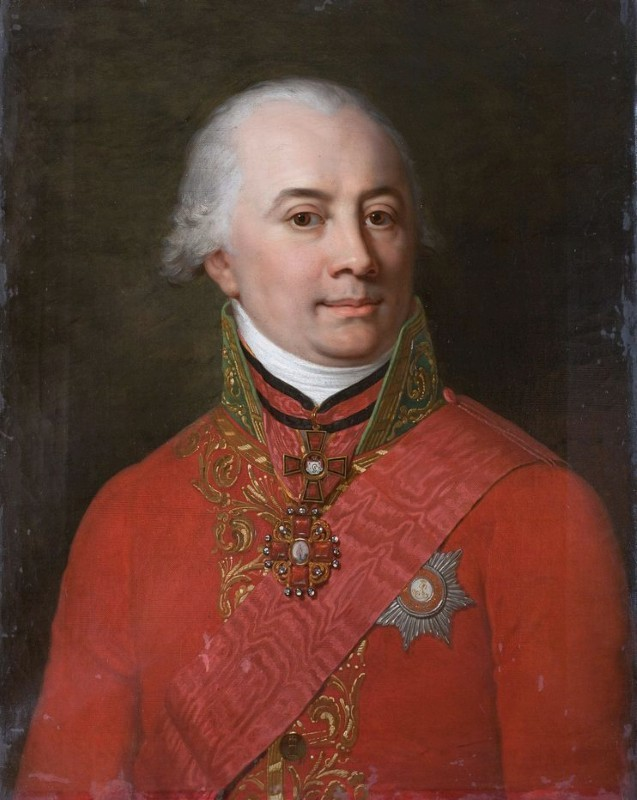
Неизвестный художник. Портрет Михаила Никитича Муравьёва. Ранее 1810

В русской эстетике и литературе последней трети XVIII века происходили процессы, аналогичные общеевропейскому неоклассическому движению. Увлечение древностью, прежде всего Древней Грецией, поддерживалось особой культурной и политической ориентацией, связанной с «греческим проектом» — идеей освобождения Греции от турецкого ига и превращения Российской империи в новую Элладу. В годы правления Екатерины II, учредившей «Общество, коего предмет есть пещися о предложении знаменитых древних и новых писателях на язык российский», было переведено более 120 произведений античных авторов, в основном древнегреческих. Увлечение древностью только усилилось с развитием сентиментализма и в нём уже проявилось намерение очистить Античность от современных, преимущественно французских, влияний. Граф Михаил Никитич Муравьёв в предисловии к трагедии «Дидона» охарактеризовал это стремление: «Я не хочу видеть Дидоны в убранстве, данном ей Ле Франом, для того, что я видел её в одеяниях прекрасных и естественных, в которые облёк её Вергилий или, лучше, природа».
Однако, использование античных образов и сюжетов долгое время имело исключительно аллегорический смысл и восходило не к античной традиции, а к французскому и немецкому классицизму. Идеи винкельмановского неоклассицизма в России распространились в творчестве членов Львовско-Державинского литературного кружка — Николая Львова, Гавриила Державина, Михаила Муравьёва и Василия Капниста. Один из самых ярких представителей русского Просвещения Николай Львов первым подхватил идеи Иоганна Гердера. Он издал «Собрание русских песен», в предисловии указав на связь греческой и русской мелодики и ритмики. Члены Львовско-Державинского кружка особо подчёркивали фольклорную основу античной поэзии при переводах. На этапе становления неоклассицизма в русской литературе происходило одновременно и его взаимодействие с эстетикой классицизма (идеалом оставалась культура Античности, но воспринималась она всё чаще без посредничества французского классицизма) и реабилитация русской культуры (интерес к истории и народной поэзии).
Переходным от классицизма к неоклассицизму, к воссозданию подлинного духа и форм Античности, являлось творчество Гавриила Державина. Филолог-классик Аза Тахо-Годи отмечала: «Античность в творчестве Державина, с одной стороны, ещё связана с традициями классики, а с другой — уже полна нового, свободного индивидуального духа, характерного для новой поэзии XIX века». По мнению Белинского, в его анакреонтических одах «проблескивают черты художественного резца древности». В своих «Анакреонтических песнях» поэт сознательно совместил два культурных плана — русский и античный.
Предвосхитили неоклассицизм в русской поэзии несколько стихотворений Михаила Муравьёва 1777—1780 годов, шедшего к Античности и через образы, и через форму. После Василия Тредиаковского он первым обратился к гекзаметру в опытах перевода «Илиады» и наброске перевода начальных строк первой эклоги «Буколик» Вергилия — «Мелибей и Титир». Возникшая мысль о близости русской и греческой культур позволила применять гекзаметр в оригинальных произведениях, таких как «Роща» Муравьёва. Стихотворение стало одним из первых в русской поэзии образцом идиллии «в духе древних» и проложило дорогу новому поколению поэтов — Гнедичу, Жуковскому, Дельвигу. Муравьёв предвосхитил неоклассицизм и в малых жанрах лирики, придумав форму антологического «фрагмента».
Схожую роль в попытках возрождения античных форм в русской поэзии на рубеже веков занимал Александр Радищев. В «Осьмнадцатом столетии» (1801) он впервые после Тредиаковского применил элегический дистих. Образ кораблекрушения, как аллегория крушения просветительских надежд, в произведении восходил к оде Горация, обращённой к Республике. В «Осьмнадцатом столетии», «Сапфических строфах» Радищева и «Роще» Муравьёва не случайно возник белый стих — одна из отличительных особенностей античной поэзии.

#### Дружеское литературное общество. А. Ф. Мерзляков и А. С. Кайсаров
Член Дружеского литературного общества, поэт Алексей Мерзляков первоначально работал в классицистической традиции, он уже с середины 1800-х годов начал предъявлять к своим переводам требования этнографической добросовестности и в 1806 году перешёл к филологическому переводу античных текстов с первоисточников, отказавшись от французского посредничества. Центральной для поэта стала не политическая острота произведений, а воплощение в них «духа народа», в связи с чем, он старался воспроизводить в переводах не условную, а подлинную Античность. Восприятие древнегреческого искусства как народного, подтолкнуло Мерзлякова к изучению русского фольклора, народных песен («Песни и романсы»). В фольклорном ключе были выполнены его переложения Феокрита. В «Подражаниях древним греческим и латинским стихотворцам» Мерзляков воссоздавал одну из важнейших сторон Античности — дух республиканского героизма.
Другой член Дружеского литературного общества, Андрей Кайсаров под влиянием эстетической теории немецких неоклассицистов проявил интерес к изучению славистики, русской истории и даже требовал отмены крепостного права. Последнее прямо не декларировалось в неоклассицизме, но было обусловлено восприятием расцвета античной культуры как проявления политической свободы.

#### Вольное общество любителей словесности, наук и художеств
В специальной литературе принято отмечать «новое отношение» к Античности у некоторых членов Вольного общества любителей словесности, наук и художеств. Одним из самых последовательных идеологов неоклассицизма являлся участник общества, поэт Александр Востоков. Для него наиболее важным стал пафос научного изучения культур и словесности, декларировавшийся в трудах немецких теоретиков, а в русской литературе — освобождение поэзии от оков французского стихосложения. В качестве образцов он рассматривал античные стихотворные метры: сафический, горацианский (алцейский), асклепиадейский. Использование просторечий в переводах антологических эпиграмм в его творчестве было обусловлено восприятием античной поэзии как близкой к фольклорным традициям.
Идеи неоклассицизма повлияли и на других членов кружка. Алексей Волков, при переводе оды Горация, пытался наиболее точно передать ритмические особенности оригинального произведения («К Мельпомене», 1802). Иван Борн в «Оде к истине» использовал полиритмическое стихосложение. Василий Дмитриев для изображения сибирской природы отказался от рифмы и увеличил долю сложных слов, что являлось характерной чертой греческой языка и отражением новой неоклассицистической тенденции.

#### Салон Н. А. Оленина. «Историческое» направление

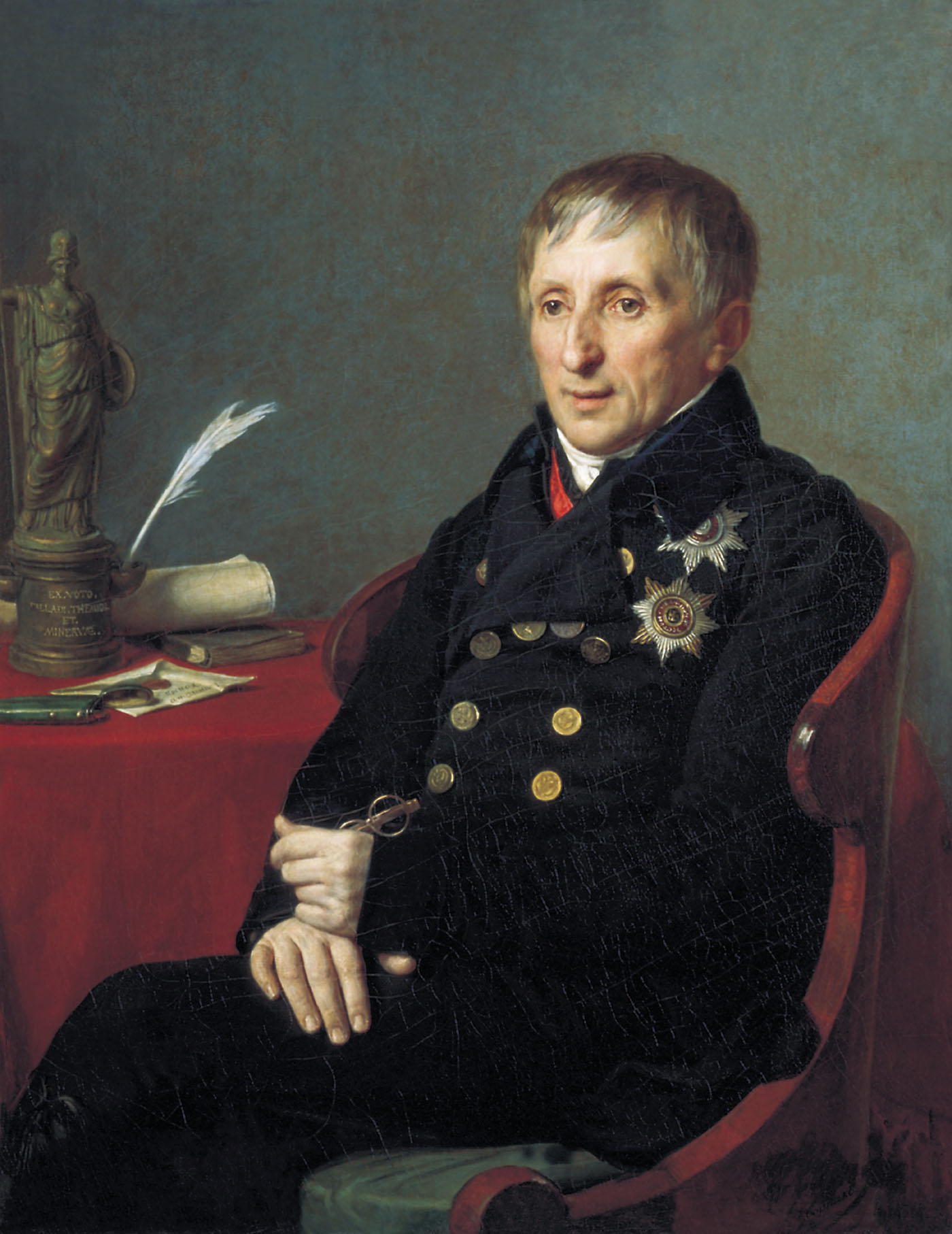
Александр Варнек. Портрет президента Академии художеств Алексея Николаевича Оленина. 1824

В домашнем салоне крупного культурного деятеля начала XIX века Николая Оленина неоклассицистические идеи вылились в переосмысление Античности. Сначала тенденция проявилась в архитектуре, скульптуре, декоративно-прикладном искусстве, театре, внимании к характеру быта и к русской истории. Новаторский подход к постановкам драматических произведений Владислава Озерова и их успех был во многом связан с тем, что оленинский кружок принимал в них активное участие. Неоклассическое восприятие Античности как конкретной исторической эпохи, а не абстрактного высокого идеала, привела к особому вниманию к деталям, их археологической точности. Такого подхода не знал театр классицизма.
Оленин принимал в своём литературном салоне людей разных поколений и литературных направлений. У него бывали Гавриил Державин, Александр Шишков, Николай Карамзин, Василий Жуковский, Константин Батюшков, Иван Крылов, Николай Гнедич, Василий Капнист, Александр Пушкин. Терпимость и приветливость хозяина сделала кружок одним из важнейших явлений в литературном мире того времени. Как писал Леонид Майков, он имел «такое значение в литературном мире, какого не имела в то время и сама Российская Академия». В оленинском салоне не жаловали многие черты сентиментализма, но одновременно не разделяли и педантизм ортодоксов классицизма. «Среди множества господствовавших здесь настроений выделилось особое отношение к классицизму, которое можно назвать неоклассицизмом», — писал литературовед Павел Сакулин.
Теоретическое обоснование неоклассицизма наиболее полно выразили Иван Муравьёв-Апостол, Сергей Уваров и Николай Гнедич в своих критических выступлениях. В «Письмах из сожжённой Москвы в Нижний Новгород к другу» (1813—1815) Муравьёв-Апостол настаивал, что национальные литературы того времени ничего не почерпнули от подражания французскому классицизму, а всё лучшее в них происходило от единственного источника — греко-римской Античности. «Французская литература сама носит подражательный характер и грешна тем, что исказила свои античные оригиналы. После этого было бы странно всё прикидывать на „французский масштаб“», — писал литератор. Схожие мысли о необходимости изучения первоначальной классики развивал Гнедич в «Рассуждении о причинах, замедляющих успехи нашей словесности» (1814). Уваров считал «точное познание красот древней словесности и языков классических» единственным средством возрождения русской словесности, связанной «тяжёлыми цепями французского вкуса».

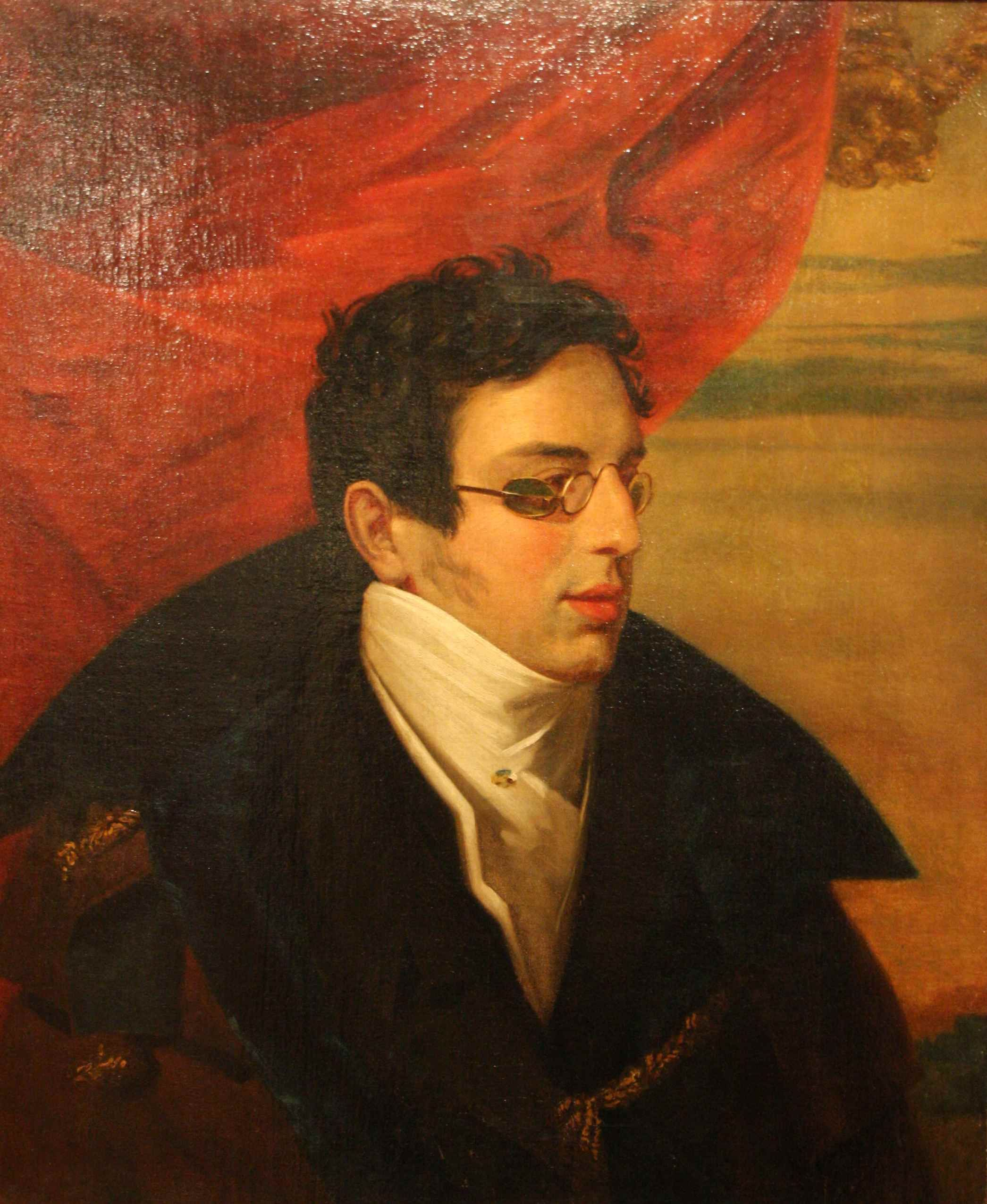
Неизвестный художник. Портрет Николая Гнедича. XIX век

Представители «исторического» направления в освоении античной поэзии обрушивались с критикой на классицистов за модернизацию и русификацию языка. Гнедич выступал против классицистического перевода античных авторов: «Надобно подлинник приноравливать к стране и веку, в котором пишут <…> Так некогда думали во Франции, в Англии; так ещё многие не перестали думать в России; у нас ещё господствуют те односторонние литературные суждения, которые достались нам в наследство от покойных аббатов». Представители направления критиковали фольклорные интерпретации античной поэзии, вместо условных аналогов античных поэтических форм предлагали ввести подлинные стихотворные размеры, белый стих, архаизмы.
К важным произведениям русского неоклассицизма начала XIX века относят идиллии «Сиракузянки» и «Рыбаки» Гнедича, а его перевод «Илиады» (1829) стал одним из самых значительных достижений данного направления. К числу неоклассицистических работ Уварова относят переводы из Греческой Антологии. Взгляды Муравьёва и Оленина повлияли на поэзию Константина Батюшкова. Некоторое влияние идеология неоклассицизма оказала на творчество Василия Жуковского, в большей мере — на Павла Катенина. Открытия неоклассицизма являлись важной вехой в движении русской литературы к романтизму. Наиболее яркое выражение русский вариант неоклассицизма приобрёл в малых жанрах лирической поэзии, где привёл к возникновению особого рода антологической поэзии. В антологических стихах Константина Батюшкова и Александра Пушкина нашло воплощение гуманистическое и оптимистическое мировоззрение культуры Древней Греции.

### Французская литература

#### Андре Шенье

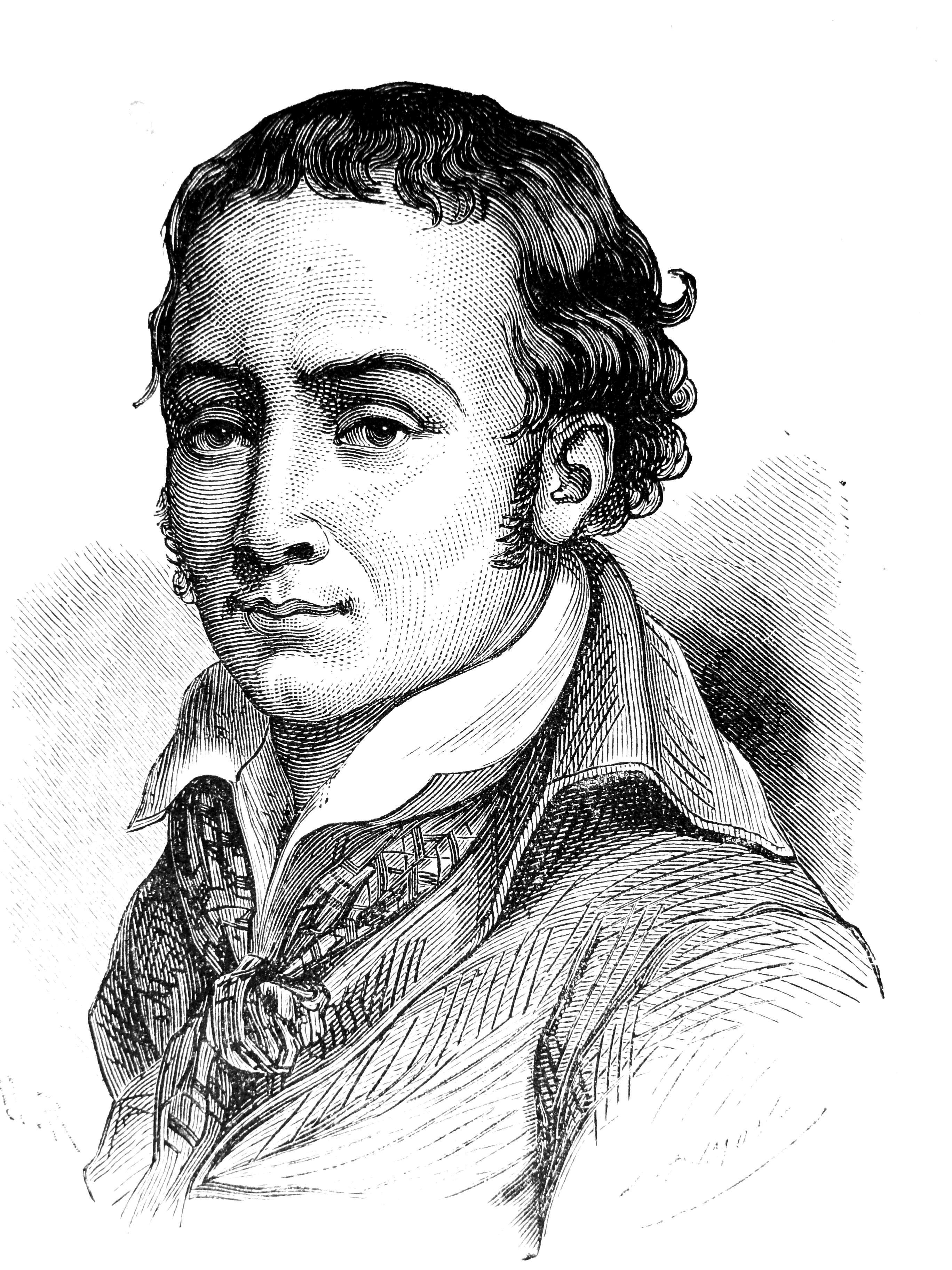
А. Руссо, Л. Дюмон. Портрет Андре Шенье. Гравюра. 1889

Во Франции неоклассический принцип в поэзии первым выдвинул Андре Шенье. В своём следовании древнегреческой поэзии он старался так усвоить её образы, чтобы стать «способным видеть, чувствовать, мыслить, воображать как древний». В поэме «Творчество» прозвучал его призыв:
Для факелов огонь у эллинов возьмём,
Палитру наших дней их красками усилим
И мысли новые в античных строфах выльемАндре Шенье, поэма «Творчество», в поэтическом переложении Бориса Брика.
В литературе начала XIX века Шенье считался родоначальником романтизма. Трагическая судьба поэта, казнённого в разгар Французской революции, окутала его личность ореолом романтической легенды. Почти все произведения Шенье были изданы только в 1819 году, в период расцвета романтизма и романтики признавали его романтическим поэтом. В начале XX века Шенье уже перестали относить к романтическому движению. Филолог Фёдор Батюшков писал: «Он был классиком, точнее — неоклассиком, ибо то, что обособляет его от прежних поборников классицизма — это лучшее понимание и приближение к античности, новые ощущения и думы, которые он сумел вложить в формы, заимствованные от античных поэтов». Одной частью своего творчества поэт ушёл в возрождение Античности, писал эклоги, буколики, элегии и эпические отрывки.
Если в целом во Франции XVIII века процветал классицизм, ориентированный на подражание XVII веку, то Шенье примкнул к течению, стремившемуся к возвращению к Античности в её лучшем понимании. Труды Винкельмана, новые переводы на французский «Илиады», сочинение «Путешествие молодого Анахарзиса по Греции» (1789) Жан-Жака Бартелеми, в котором была как бы представлена целая энциклопедия древнего мира, приблизили поэта к лучшему пониманию античной культуры. Во Франции конца XVIII века Шенье не был одинок в этих новых веяниях: во французском театре актёры впервые отбросили условные костюмы в париках и широких платьях стилей Людовика XIV и Людовика XV и решились выступать в греческих и римских костюмах, изображая античных героев и героинь, а живописец Жак Луи Давид, близкий друг Шенье, создавал свои классические картины, стараясь приблизиться к античной простоте и величественности.

## Неоклассические тенденции 2-й трети XIX века

### Греческая литература. Афинская школа
Трёхвековое господство Османской империи сказалось на развитии греческой литературы. Только во второй половине XVIII века появились предпосылки для возрождения национальной культуры страны. На рубеже XVIII—XIX веков шли горячие споры о судьбе греческой культуры, её литературном языке. В этой атмосфере зародилось противостояние димотики — живого разговорного языка и фанариотики — культивирования древнего языка, которое поддерживалось фанариотами — представителями греческой чиновной аристократии. Крупный деятель греческого Просвещения Адамантиос Кораис приложил много усилий как для популяризации античного наследия, так и для приобщения страны к достижениям западноевропейской культуры. В 1805 году он издал в Париже «Греческую библиотеку» — серию произведений древнегреческих авторов с комментариями. Кораис в целом придерживался димотики, однако в некоторых чертах его издания проявились архаизирующие элементы.
Из начинаний Кораиса сформировался «чистый» греческий язык — кафаревуса, всё более отдалявшийся от народного. По пути дальнейшей архаизации пошла и романтическая Афинская школа, основанная в 1830-е годы в столице нового греческого государства съехавшимися в неё литераторами-фанариотами. Первым произведением школы стала поэма «Путник» Панайотиса Суцоса (написана в 1820-е, издана в 1831). В 1840-х годах премьер-министр Греции Иоаннис Колеттис выдвинул «великую идею» — восстановление страны в пределах Византийской империи. Культ древнегреческого языка, развивавшийся Афинской школой, явно вписывался в государственную политику. В школе постепенно сошли на нет романтические тенденции и возобладали неоклассические, что было заметно по произведениям Суцоса («Гитара») и Александроса Рангависа («Демагог», 1840). 

### Итальянская литература. Джозуэ Кардуччи
В 1860-е годы в целом окончилась борьба за объединение Италии — Рисорджименто. В литературе новый этап в жизни страны был отмечен многочисленными попытками разрыва с романтической традицией первой половины XIX столетия, которую начинают воспринимать как устаревшую. Парадоксальным образом эта борьба поначалу приобрела классицистическую форму, обычно связанную с прошлым. Объяснялось это тем, что для Италии классика (в первую очередь Античность) имела особое значение. Страна воспринимала себя прямой наследницей античной культуры. Одним из первых борцов с романтической формой в литературе стал поэт, критик и общественный деятель Джозуэ Кардуччи. Он с юности отдавал предпочтение античным авторам, ещё обучаясь в Высшей нормальной школе в Пизе переводил и комментировал античных поэтов и сам себя с гордостью называл «оруженосцем классиков».
В 1856 году писатель с товарищами организовал общество «друзей-педантов» (итал. amici pedanti), целью которого ставилась борьба с романтизмом. В речи «О литературном обновлении в Италии» (1874) Кардуччи обозначил чёткую грань между формальным классицизмом и классицизмом «вечным, являющим собой самую глубокую гармонию идеи и образа, содержания и формы, верх совершенства сдержанных умов». В 1880-х годах он сформулировал свои идеи в стихотворении «Классицизм и романтизм» (итал. Classicismo у romanticismo), в котором естественность и витальность классицизма противопоставлялась вялой сентиментальности романтиков. Поэт отстаивал необходимость изучения античной культуры и следования классическим идеалам. В этом он видел возможность возрождения культуры Италии.

### Русская литература. Антологическая поэзия
В 1840-е годы наиболее ярко проявилась романтическая сущность русского неоклассицизма, когда романтизм развивался в основном в творчестве поэтов неоклассической направленности: Аполлона Майкова, Николая Щербины, Афанасия Фета, Льва Мея и других. Проникнутая витальностью, культом прекрасного и разумного, антологическая поэзия Майкова (сборник «Стихотворения», 1842) была воспринята в русской литературе как продолжение традиций Батюшкова и Пушкина в жанре антологии. Белинский сравнивал творчество Майкова с антологической поэзией Александра Пушкина и «Римскими элегиями» Иоганна Гёте. В 1850 году вышел сборник неоклассических стихов Николая Щербины «Греческие стихотворения».
Ясные и реалистичные неоклассические стихи в поэзии 1840-х годов противостояли мечтательно-туманным устремлениям эпигонов русского романтизма. Они внесли положительный вклад в развитие реалистического стиля в русской поэзии. Тем не менее, уже к началу 1850-х годов неоклассицизм вышел из моды. В 1860-е годы его стали рассматривать как эстетическую квинтэссенцию «чистого искусства», на которую обрушились с критикой сторонники революционного демократизма, в частности Николай Чернышевский и Михаил Салтыков-Щедрин. Неоклассицизм в те годы стали воспринимать как литературный анахронизм.

### Французская литература. Парнасцы
«Парнас» (фр. «Parnasse») — название объединения французских поэтов, появившееся после издания в 1866 году сборника «Современный Парнас» (фр. «Parnasse contemporain»). Группу этих поэтов стали именовать парнасцами на основе ассоциации с вершиной горы Парнас, где по древнегреческому мифу, обитали Аполлон и музы. В основное ядро объединение входили Шарль Леконт де Лиль, Теодор де Банвиль, Луи Буйе, Теофиль Готье, Андре Лемуан, Леон Валад, Альбер Глатиньи, Леон Дьеркс, Эммануэль Дезессар, Анри Казалис, Франсуа Коппе, Катюль Мендес, Альбер Мера, Арман Рено, Луи-Ксавье де Рикар, Сюлли-Прюдом, Жозе Мария де Эредиа.
В 1852 году Шарль Леконт де Лиль издал сборник «Античные стихотворения», а Теофиль Готье «Эмали и камелии». Стихи в сборниках были наполнены античными мотивами. В предисловии к «Античным стихотворениям» Леконт де Лиль сформулировал теорию «искусства для искусства», которую разделяли парнасцы. Их философия строилась на отрицании буржуазного уклада и мещанской нравственности и превознесении идеалов язычества. Официальному утилитаризму Второй империи они противопоставляли культ художественной формы, совершенство которой им виделось в Античности. Поэтические эксперименты парнасцев оказали большое влияние на развитие неоклассицизма в конце XIX — начале XX века.

## Неоклассицизм конца XIX — XX века

### Идейно-эстетическое содержание
Неоклассицизм в литературе конца XIX — начала XX века складывался как явление модернизма, переосмыслявшего понятие времени и отношение к нему искусства, в духе философских теорий Анри Бергсона и Герберта Фрэнсиса Брэдли. В ряду модернистских литературных направлений, неоклассицизм выделялся ориентацией на культуру Античности как смысловое поле, и в целом на традицию как устойчивый эстетико-этический принцип. Кризис долго царившего в европейской литературе романтизма неоклассики воспринимали как отражение тупика буржуазной цивилизации. По их мнению романтизм и классицизм являлись двумя взаимоисключающими вариантами миропонимания, двумя формами искусства. Первый воплощал в себе необузданные страсти, анархию, чувственность, обоготворение человека, индивидуализацию; второй — системность, рассудочность, гармонию. Романтизм представлялся неоклассикам причиной всех бед в литературе и общественной жизни. Неоклассицисты считали мир своего времени утратившим гармонию и исходили из идеи необходимости возвращения в него порядка, но не в формально-стилистическом смысле, а в виде гармонизации «человеческого духа».
В большинстве европейских стран, особенно во Франции, России, Германии и Италии, истоки неоклассических настроений были связаны с символизмом, в эстетической доктрине которого архаические формы искусства выступали способом разрушения границ реальности и достижения экстатического катарсиса. В русской литературе символизм неоклассической направленности играл ведущую роль в драматургии Иннокентия Анненского, Валерия Брюсова, Вячеслава Иванова, Фёдора Сологуба. В Великобритании, где символизм не получил развития, неоклассицизм выразился в философии Томаса Хьюма, теории традиции и поэзии Томаса Элиота, поэзии имажизма. Американский вариант неоклассицизма начала XX века представлял «неогуманизм» Ирвинга Бэббита.
Неоклассицизм конца XIX — начала XX века отличался от предыдущего исторического этапа и своим отношением к Античности. В отличие от классицизма и неоклассицизма конца XVIII — начала XIX века античная культура перестала быть вневременным идеалом, стилевым эталоном, превратившись в материал для ассоциативных интерпретаций современных социокультурных и эстетических задач, тем и вопросов. В неоклассицизме конца XIX — начала XX века набор реминисценций был намного шире, чем раньше и включал увлечение неоплатонизмом и античной трагедией, стремление к синтезу искусств, использование мифологических сюжетов, мотивов и персонажей, метроретмические эксперименты в поэзии. Неоклассицисты шли на сознательную модернизацию культуры прошлого: в XX столетии действительность пришла в столь явно выраженное противоречие с античным мировоззрением, что их сопоставление впервые получило гротескные и ироничные ноты.
В неоклассицизме конца XIX — начала XX века впервые проявились стремления к возрождению традиций, когда-то свидетельствовавших о триумфе национальных культур, и находившихся в забвении в эпоху романтизма. Наиболее сильно данная тенденция выразилась во Франции, в критике, публицистике и поэзии Шарля Морраса и его поэтического объединения «Романская школа».

### Английская литература

#### Теория неоклассицизма Т. Э. Хьюма

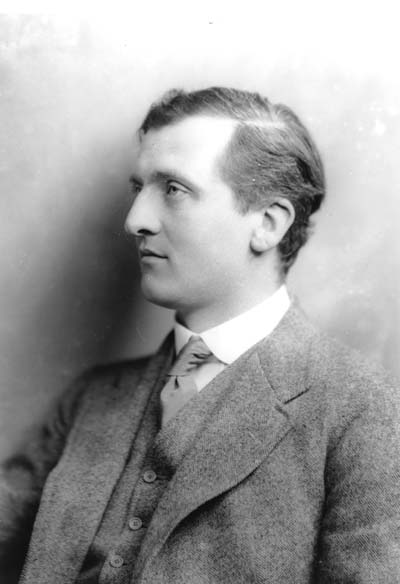
Томас Эрнест Хьюм. Фотография 1912 года

Томас Эрнест Хьюм в 1910-е годы стал идеологом британского литературного модернизма и разработал теорию неоклассицизма, радикально отличную от традиционного представления о классицизме и неоклассицизме предшествовавших эпох. Теория Хьюма нашла воплощение в творчестве британских модернистов — имажистов и вортицистов. В 1908 году писатель совместно с банкиром и почитателем литературы Генри Симпсоном основал лондонский «Клуб поэтов». Хьюм стал секретарём и фактическим руководителем объединения, сформулировав для него «Правила 1908». В год основания клуба он прочитал на заседании «Лекцию о современной поэзии». В 1909 году были изданы две антологии объединения — «Рождество MDCCCCVIII» и «Книга Клуба поэтов», где содержались два стихотворения Хьюма «Осень» и «Городской закат» — первые имажистские произведения. «Клуб поэтов» стал фактически основой для будущего кружка имажистов.
Клуб функционировал на регулярной основе около года. На встречах Хьюм излагал свои взгляды, которые пропагандировали английский поэт и переводчик, знаток новейшей французской поэзии Фрэнк Стюарт Флинт и поэт Эзра Паунд. Хьюм и Флинт совместно придумали проект «Школа образов». С 1909 года Хьюм выпустил более сорока статей в журнале «Новая эра» и опубликовал в нём пять стихотворений под заглавием «Полное собрание поэтических сочинений Т. Э. Хьюма». Эстетические взгляды писателя стали хорошо известны в кругах передовой литературной общественности. Он отверг антропоцентризм романтизма, восходивший к Возрождению, и выступал как антируссоист и антигуманист. Хьюм писал о значении классической традиции:
Уверен, что после столетнего господства романтизма мы находимся на этапе возрождения классицизма. <…> Согласно учению Руссо, человек по природе добр и лишь плохие законы и обычаи подавляют его. Если их устранить, перед человеком откроются бесконечные возможности. <…> Классическое можно определить как совершенную противоположность этому. Человек — поразительно низменное и ограниченное животное, природа которого неизменна. И лишь с помощью традиции и организации можно добиться от него чего-то пристойного. <…> Короче, существуют два взгляда. согласно одному: человек по своей природе добр и его портят обстоятельства, согласно другому — он по своей природе ограничен, но дисциплинируется и достигает относительно достойного уровня с помощью порядка и традиции. С одной точки зрения человек подобен колодцу, с другой — ведру.Томас Эрнест Хьюм, эссе «Романтизм и классицизм».
Романтизм писатель воспринимал как источник всех негативных явлений общества, источником идеологии индивидуализма, приводившей к разгулу страстей и революциям. Отличие Хьюма от других неоклассицистов, в частности американского неогуманиста Ирвинга Бэббита, состояло в том, что писатель основывал свою философию на аксиоме первородного греха — изначальной греховности человека. Неоклассицизм в теории Хьюма — это утверждающее универсальные, божественного происхождения ценности искусство, основанное на признании ограниченности человека, дисциплинировать которого можно только порядком и традицией. Идеи писателя оказали заметное влияние на лондонских модернистов. Он был сторонником импрессионизма в литературной форме (свободный стих) и считал, что на современный неоклассический стиль большее влияние оказала не поэтика Буало, а геометрические формы искусства Древнего Египта, искусство архаической Древней Греции и Византии. Хьюм, будучи одновременно и консерватором и реформатором-модернистом, оказал влияние на путь английской эстетической революции 1910—1920-х годов, установив связь между неоклассицизмом и христианским мировоззрением.

#### Имажизм
Имажизм (англ. imagism от англ. image — образ) представлял собой поэтическую англоязычную школу 1910-х годов. Объединение имажистов сложилось в Лондоне в 1912 году; в него входили англичане Дэвид Герберт Лоуренс и Ричард Олдингтон, а также американские поэты-экспатрианты Эзра Паунд и Хильда Дулитл. В США идеи имажизма пропагандировала Эми Лоуэлл. Концепция объединения, сформулированная Томасом Хьюмом, знаменовала возвращение к классической традиции, борьбу с викторианскими и позднеромантическими веяниями в поэзии. Имажисты провозгласили приоритет ясности, лаконизма, бесстрастности, суггестивности. Эзра Паунд призывал молодых поэтов порвать с традициями викторианской эпохи и вслед за Стефаном Малларме называл поэзию «вдохновенной математикой», которая «даёт уравнение человеческих эмоций», к чему и следовало стремиться имажистам.
Основные произведения движения были представлены в четырёх антологиях — «Des Imagistes» (1914), «Некоторые поэты-имажисты» (1915, 1916, 1917). Наиболее удачные стихи школы принадлежали перу Паунда и Дулитл, в них богатство ассоциативного ряда сочеталось с тончайшей стилизацией нехарактерных для английской поэзии форм: античных у Дулитл и японских у Паунда. Имажизм способствовал обновлению английской поэзии начала XX века, что сближало его с родственными явлениями в других литературах (в частности, с русским акмеизмом). Тем не менее, принцип формализации поэтического высказывания был чужд английскому стихосложению, а характер задач школы далёк от интересов и проблематики своего времени, поэтому имажизм стал скоротечным явлением.

#### Вортицизм

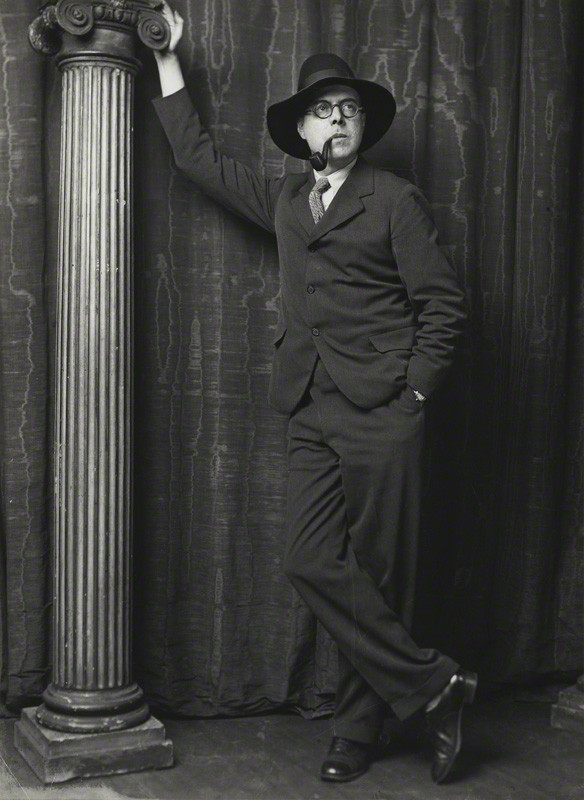
Перси Уиндем Льюис. Фотограф — Джордж Чарльз Бересфорд. 1929 год

Вортицизм (англ. vorticism от англ. vortex — вихрь, водоворот) — авангардное крыло в искусстве и литературе английского модернизма. Основоположниками и теоретиками направления стали писатель и художник Перси Уиндем Льюис и поэт Эзра Паунд. Основной идеей вортицизма стал отказ от романтической веры в природу и обращение к абстрактным, геометрическим формам, выражающим сущность явлений, без лишних деталей. Эстетика движения перекликалась с философскими идеями Томаса Эрнеста Хьюма. В 1913 году участники объединения создали Авангардистский центр искусств (англ. Rebel Art Centre). Первоначально воспринявшие некоторые стороны футуризма, позже вортицисты его отвергли, начав сочетать свой авангардизм с неоклассицизмом, не желая отказываться от традиции в своих поисках стабильности в «водовороте» перемен. В отличие от футуризма, вортицизм предпочитал синтез разных культур и эпох, проявив особенное внимание к примитивному и восточному искусству, в особенности китайскому.
Уиндем Льюис по своим взглядам был неоклассицистом, искавшим прочную опору в стремительно менявшейся жизни. Вортицизм он рассматривал как «неподвижный центр» в круговороте жизненной суеты и описывал его, как «великую неподвижную точку, где концентрируется вся энергия. И там, в этом центре, находится вортицист». Мишенью критики движения являлись викторианская мораль и импрессионизм. Манифест вортицистов утверждал, что современного художника вдохновляют «разные виды машин, механизмов, фабрик, новые и просторные здания, мосты», но при этом участники направления не отрицали, что индустриальные пейзажи ужасны по своей природе и считали, что «вортекс» способен переработать это «уродство», преобразив его в прекрасных формах.
В 1914—1915 годах объединение выпускало журнал «Бласт», на страницах которого вортицисты пытались преодолеть грань между изобразительным искусством и литературой. Поэзия и проза вортицизма строилась на обрывистых и резких ритмах и синхронных конструкциях, как бы вторивших машинной эстетике века. Наиболее значительными произведениями вортицизма стали стихотворения «Прелюдии» и «Рапсодия ветреной ночи» Томаса Стернза Элиота, «Шахматная игра» и «Песни» Паунда. С началом Первой мировой войны объединение распалось и фактически прекратило существование.

#### Томас Стернз Элиот

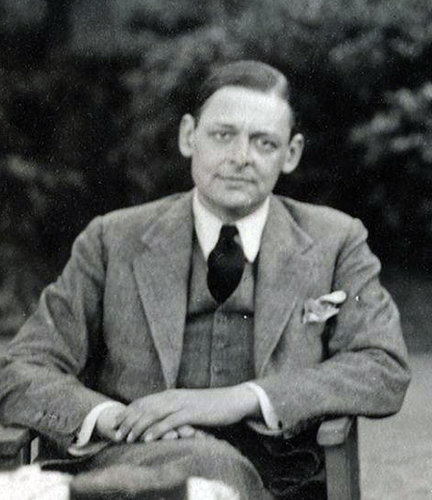
Томас Стернз Элиот. Фотография 1934 года

Англо-американский поэт, драматург, литературный критик, лауреат Нобелевской премии 1948 года Томас Стернз Элиот являлся одним из важнейших представителей модернизма в англоязычной литературе. Раннее творчество поэта складывалось под воздействием эстетики неоклассицизма и имажизма, теории Томаса Хьюма. Элиот работал помощником редактора имажистского журнала «Эгоист», где перенял идейно-эстетические установки неоклассиков: он отрицал хаос современного буржуазного общества и говорил о необходимости установления порядка и гармонии. Этим же стремлением была отмечена его поэзия, в которой нашли выражение идеалы строгой системы неоклассицизма. Поэт негативно относился к культуре Возрождения, считая, что она подготовила романтизм в искусстве. За образец для подражания в творчестве он взял произведения английских поэтов-метафизиков XVII столетия, в особенности Джона Донна.
Элиот по-своему решал проблему следования классической традиции в творчестве. Его относят к неоклассицистам, поскольку он выстраивал свою поэтическую систему по классическим канонам. В раннем произведении «Традиция и индивидуальный талант» (1919) поэт с горячностью молодости провозгласил отказ от индивидуализма в пользу общекультурных идеалов. Позже он нашёл равновесие между оригинальностью личной художественной системы и классическими традициями, которые оказываются в его творчестве прочным основанием, не поглотившим индивидуализм, но способствовавшим развитию прекрасной формы выражения идей. Поскольку неоклассицизм XX века давал возможность трактовать мифологию в более широком ключе, поэтические произведения Элиота были наполнены аллюзиями не только на античную мифологию, но и на средневековые мифы и библейские образы.

#### «Движение»
Чертами неоклассицизма в формально-стилистической плоскости обладали произведения группы английских поэтов и прозаиков «Движение» (англ. Movement) 1950-х годов. В объединение входили Элизабет Дженнингс, Кингсли Эмис, Дональд Дейви, Денис Дж. Энрайт, Джон Уэйн, Роберт Конквест, Джон Холлоуэй, Филип Ларкин, Том Ганн. В программных антологиях «Поэты 1950-х», составленной Энрайтом, и «Новые строки» (1956) — Конквестом, утверждался протест против «культа» Дилана Томаса, отказ от гипертрофированной эмоциональности, поисков скрытых смыслов в реальности. Доналд Дейви в книге «Чистота языка в английской поэзии» (1952) и предисловие Конквеста к «Новым строкам» предлагали свод неоклассицистических правил: приоритет здравого смысла и рассудочности, необходимость в конкретности высказывания и ясности мысли. Поэты «Движения» писали в основном для университетски образованного читателя. Движение сошло на нет к концу 1950-х, но внесло вклад в подготовку поэтической революции 1960-х годов.

### Итальянская литература

#### Веризм. Джованни Верга, Луиджи Капуана
Восприятие классицизма не как слепого подражания классикам, а как эстетической установки на гармонию, меру, органическую связь с традицией, в сущности не входило в противоречие с главным явлением итальянской литературы конца XIX века веризмом — натуралистским направлением, в теории отвергавшим классицистические идеи. Джованни Верга во вступлении к новелле «Любовница Граминьи» из сборника «Жизнь полей» (1880) обозначил в качестве эстетического идеала «объективное» искусство, в котором сам художник становится незаметной фигурой, а сюжет как бы сам вырастает из действительности. К признакам такого искусства о относил «общность и связность всех его частей», гармонию форм, «искренность» реальности, логичность и обоснованность событий. Один из главных представителей веризма фактически описывал идеал классицистического искусства.
Луджи Капуана в 1870—1880-е годы принадлежал к веризму. В 1890-е годы писатель переосмыслил веристский опыт и в сборнике «Современные „измы“» (1898) высказал своё разочарование в модернизме, признав «современность» классицизма: «Елена, Андромаха и Навсикая до скончания века будут давать больше пищи для размышлений и обсуждений, чем любой из наших современных символов». Капуана трактовал классицизм узко, не так как его понимал Кардуччи в середине XIX века.

#### Декаданс. Габриэле Д’Аннунцио, Джованни Пасколи

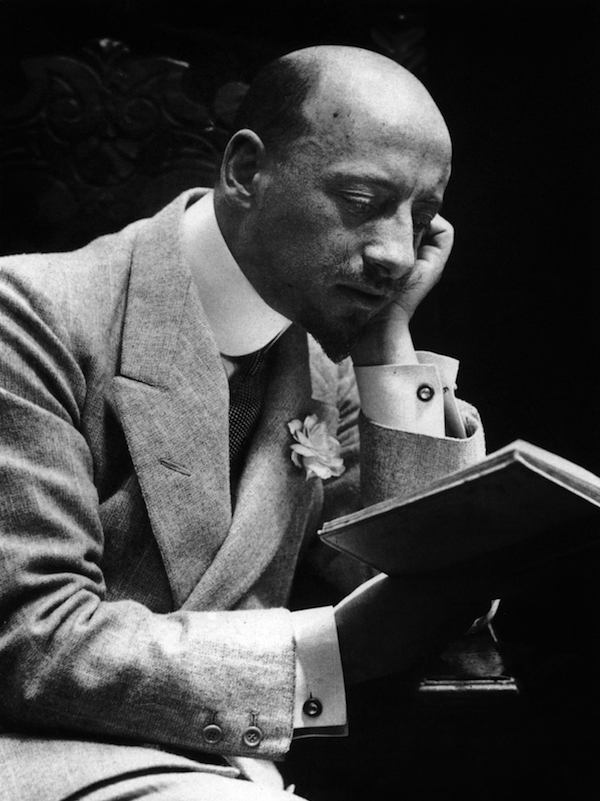
Габриэле Д’Аннунцио. 1904 год

На рубеже XIX—XX веков одним из главных течений в итальянской литературе являлся декаданс, пришедший на смену веризму. Для декаданса, как и других направлений рубежа веков, насущной являлась проблема отношения к классическому наследию. Один самых ярких представителей декаданса Габриэле Д’Аннунцио во вступлении к роману «Триумф смерти» (1894) призывал писателей обращаться к классическим авторам (античным, средневековым, ренессансным) в поисках примеров изысканного лиризма и живописного языка. Особое внимание он уделял античной классике, так как считал, что в ней лежали истоки итальянской словесности:
Наши величайшие мастера слова унаследовали внимание к ритму от латинского красноречия. В Риме и говорили, и писали словесной музыкой. <…> Как Марк Туллий Цицерон выводил почти певчими устами свои периоды, чтобы пробудить в душах слушателей страстные порывы, — так же и Тит Ливий в Декадах состязался с поэтами, чтобы возвысить величие римской души в деяниях, изложенных его стилем. Оба они знали, что слоги, помимо идеального значения, обладают волнующим и чарующим действием, заключённым в звуках, из которых они состоят.Габриэле Д’Аннунцио, вступление к роману «Триумф смерти».
Идеалом искусства для писателя являлся синтез всех непластических искусства — поэзии, музыки, театра, — каким когда-то был древнегреческий театр. Своей задачей Д’Аннунцио ставил создание современного поэтического языка, на основе классической поэтики, возрождении принципов и духа античного искусства в модернистской форме. Идеи писателя, пронизанные дионисийством, сильно отличались от аполлонического понимания Античности у Кардуччи. Декадента интересовали в первую очередь мистерии, архаические мифы, пробуждающая экстатическое состояние и бурные страсти музыкальность. Такое отношение в Античности ярко выразилось в романе «Огонь» (1900).
Джованни Пасколи, обозначая свои пристрастия к классицизму, увязывал его с личным «мифом» о ребёнке, скрытом в каждом человеке, который может прозревать истинную красоту и удивительность мира. Античная классика писателю представлялась золотым веком, детством человечества, когда поэзия соприкасалась с действительностью и отличалась простотой и ясностью. «… если бы кто-то решился нарисовать Гомера, его следовало бы изобразить ка слепого старика, ведомого за руку ребёнком, который беспрестанно говорит, оглядываясь вокруг», — писал Пасколи. Одновременно литератор в своей поэзии выделял пессимистическую сторону античной культуры, обозначенную в «Рождении трагедии из духа музыки» Ницше. В «Застольных стихах» поэт возрождал трагическую сторону античного мифа, главной темой сборника стала идея неизбежности страданий и смерти.

#### Луиджи Пиранделло
В первое десятилетие XX века крупнейший итальянский прозаик и драматург данного периода Луиджи Пиранделло вновь поднял вопрос о ценности классики. В программном эссе «Юморизм» (1908) он рассматривал противопоставление классического (итал. classico, оно же античное — итал. antico) и современного (итал. moderno) искусств. В данном аспекте классику и классицизм драматург рассматривал как синонимы, а романтизм — как наиболее близкое к модернизму явление. В эссе повторялись уже ставшие тогда традиционными идеи об отличии классицизма от романтизма: «…мраморное спокойствие, полное достоинства равновесие, внешняя красота древнего (antica) искусства против возбуждённости чувств, неясного, бесконечного (l’infinito), неопределённости стремлений, меланхолии, ностальгии, внутренней красоты современного искусства».
В эссе Пиранделло чётко разграничил классику и классицизм, назвав второе имитацией произведений классиков — порождением риторики, которую можно воспринимать как свод правил и схем, препятствующих свободному творческому процессу. Противоречие между классикой (одновременно и исторической эпохой и современной тенденцией) и современностью, по его мнению, могло быть решено через понятие «юморизм» (специфичной формы юмора, совмещавшей комическое и трагическое начала), которое снимало различия между классическим и современным.

#### «Новеченто»
В 1910-е годы итальянская литература испытывала влияние французского неоклассицизма. Итальянцы с интересом читали журнал La Nouvelle Revue française, обсуждали появлявшуюся в нём литературную критику, поэзию и прозу. В 1918 году в Италии появилось схожее издание — Valori plastici, вслед за которым были основаны неоклассицистические журналы La Ronda (1919) и Novecento (1926). Складывавшийся в этот период итальянский вариант неоклассицизма получил название «новеченто». Особенностью итальянской неоклассики являлось предпочтение не греческой Античности, а наследия Древнего Рима и латинского языка. Итальянцы, особенно после победы в Первой мировой войне, воспринимали свою страну как прямую наследницу Римской империи и цивилизации Возрождения.
Миссионерскую направленность неоклассицизма обозначил поэт и литературный критик Винченцо Кардарелли, призывая вернуть Италии полагающееся место в европейской культуре. Итальянские «латинисты» воспринимали классику как выраженное в действительности совершенство формы, отступление от которой угрожало падением в дикарство. Классицистические идеи о высших совершенстве, истине и красоте в Италии были чрезвычайно популярны, что породило возвращение к платонизму и мистицизму. Карло Карра писал о «чудесных мистериях» в искусстве. Джорджо де Кирико считал, что классицизм создаётся «демоном линии», поскольку тонкая линия, оторванная от объёма, создаёт абрис формы, приближаясь к знаку, отсылающему к божественному. Идеи существования некой высшей организующей силы вылились в концепцию тоталитарной организации общества и в большой степени способствовали становлению идеологии фашизма.
Тем не менее, не все интеллектуалы Италии разделяли концепции о существовании высшей силы, спускающей на землю идеальные классические схемы. Многие литераторы проявляли интерес к конструкции итальянского языка, грамматика, фонетика и лексика которого рассматривалась как основа национальной поэтики. Эудженио Монтале считал, что итальянцы по своей природе классики, храните классической нормы. «В Италии лирическая поэзия осталась классической. Она не устраняет контроля разума, но стремится превзойти его, достигнув иного плана — плана алогичной интуиции, присущей лирической поэзии. В других странах этого нет, и появляются поэты, у которых превалирует иррациональность», — писал поэт. Для него классицизм выступал в качестве ясности смысла, проступающего сквозь любые, самые запутанные конструкции языка.
Близкое к идеям веристов восприятие классики, как неразрывного между прошлым и настоящим явления, разделял поэт Джузеппе Унгаретти. В такой форме он воспринимал в своём творчестве Рим. В его произведениях персонажи античных мифов являются во время прогулок по сельским местностям вокруг столицы, выражая собой идею неиссякаемости классических источников. «Омолодить наш сегодняшний стих, наделить итальянского поэта средствами стихосложения, в которых бы властвовало не только звучание, сколько его душа, его сознание, полнота его личности. В этом и состоит возврат к древним», — так описывал свои взгляды на задачи неоклассицизма Унгаретти.
Поэт и прозаик Альберто Совинио, крайне негативно относившийся к авангарду, особенно в его французском варианте, выразил своё понимание неоклассических идей в новелле «Воодушевлённый дом». Стремление Совинио к чистоте художественной формы укладывалось в рамки идеологии «нового классицизма». Поэт отвергал учения о высшей силе и рассматривал «латинский дух» как форму либерализма, определяющую европейское мышление. Древний Рим он воспринимал как антитезу восточной мистике и монотеизму. «Европа понимает, если это „европейская“ Европа, что никакая идея не бывает „главной“. Что никакая идея не достойна того, чтобы её ставили выше других идей», — писал Совинио, считая что настоящие основы классического мышления были заложены в досократовской Древней Греции, когда каждый мыслитель искал истину своим способом.

### Немецкая литература

#### Теория немецкого неоклассицизма. Франц Меринг, Самуэль Люблинский

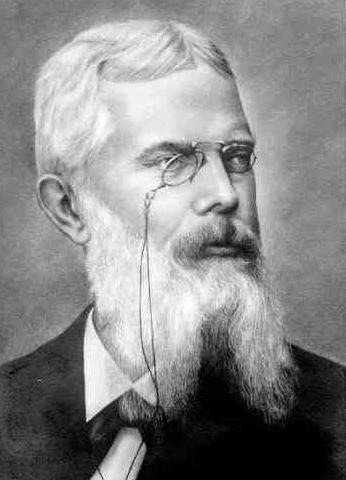
Франц Меринг. 1900 год

На рубеже XIX—XX веков в немецкой литературе возникла реакция на реализм и натурализм в виде импрессионистского, неоромантического, символистского направлений, литератур югендстиля и областничества (почвенничества). Одним из таких направлений стал неоклассицизм (нем. neuklassizismus, neuklassik), становление и основное время существования которого пришлись на период с 1900 по 1920 год. Немецкий неоклассицизм стал реакцией на стилевую размытость модернизма. Франц Меринг и Самуэль Люблинский первыми в Германии подвергли критике модернизм и независимо друг от друга увидели возможность эмансипации от буржуазной действительности в движении к «новому классическому веку».
Немецкие неоклассики культивировали классическую строгость формы и идейную насыщенность произведений, следование законам сложившихся жанров, в качестве образцов избирали литературы доромантических эпох — итальянскую новеллистику Возрождения, средневековые мистерии и античную трагедию. Их эстетика сложилась под влиянием работ историка культуры Якоба Буркхардта — «Культура Возрождения в Италии» (1860), «История Возрождения в Италии» (1867), четырёхтомник «История культуры Греции» (1898—1902) — в которых проводилась мысль о необходимости любой деятельности быть стремлением к прекрасному, а в последней — объяснялось пагубное влияние урбанизации на греческую культуру. На основе работ Буркхардта неоклассики выстроили критику культуры декаданса.
В теоретических трудах Люблинского «Классическое искусство» (1903—1904), «Итог модерна» (1904), «Исход модерна» (1905) критиковались модернистские направления искусства, в основном натурализм. Литератор видел в них ограниченность, среди прочего он писал, что они выступали «не за новый стиль, но за новый материал изображения», не желая осознать художественную ценность в предшествующих эпохах. Марксист Франц Меринг, рассуждая о преодолении неоромантического упадка, объявлял необходимость наступления нового классического этапа в литературе и предписывал не ограничиваться критикой буржуазного общества, а обращать больше внимания на ростки нового. В классическом наследии, в первую очередь эпохе Просвещения и литературе «Бури и натиска», ему виделся идеал красоты и привлекательное прогрессистское мировоззрение.
Немецкий неоклассицизм, с его требованием возврата к строгой литературной форме, был в некоторой степени предтечей «новой вещественности» — направления, возникшего в качестве реакции на пафос позднего экспрессионизма и антиформу дадаизма. Томас Манн, разделявший установки нового неоклассического искусства, во времена революционного 1919 года видел будущее Германии в добром немецком порядке, принципе целесообразности. В творчестве Пауля Эрнста современники видели ноты «новой деловитости».
К немецкому неоклассицизму принадлежал небольшой круг писателей, но обращение к классике не было чуждо представителям иных постнатуралистических течений, от Стефана Георге, Томаса Манна, Германа Гессе и других до группы литераторов, в конце 1920-х годов обеспокоенных сохранением литературного наследия, — Рудольфа Борхардта (античная литература), Макса Мелля (средневековая литература), А. Шеффера (литература классицизма), Фридриха Юнгера (литература романтизма) и других. К представителям немецкого неоклассицизма также относят одного из самых известных писателей времён Веймарской республики и нацизма Рудольфа Биндинга. Отдал дань течению и Герхарт Гауптман.

#### Драматургия Пауля Эрнста и Вильгельма Шольца
В немецкой литературе конца XIX века обращение к античности и классицизму являлось одной из попыток обнаружить универсальную художественную идею, способную возродить вневременные ценности. Писатели Пауль Эрнст и Вильгельм Шольц видели в классицизме новый идеал литературы, а их произведения, иллюстрировавшие разработанную ими теорию неоклассицизма, отличались  оторванностью от жизни. Теория писателей, изложенная прежде всего в бывшей сосредоточием их интересов драматургии, выражалась в столкновении «высокого» героя и жизненных обязательств, которым он в итоге подчинялся, но сохранял свободу духа. Неоклассицизм Эрнста и Шольца явно ориентировался на французский классицизм и традиции творчества Кристиана Фридриха Хеббеля, и противостоял натурализму — антидемократически настроенные, писатели в творчестве отвергали «низких» героев и обыденность действительности. Неоклассическое направление Эрнста и Шольца хотя и находило параллели в немецкой архитектуре и изобразительном искусстве, тем не менее не оставило заметного следа в культуре Германии.
Эрнст изложил свою концепцию неоклассицизма в сочинениях «Путь к форме» (1906) и «Кредо» (1912), в которых продвигал идею существования вневременного искусства, основой которого является принцип красоты и одухотворённой формы. Ориентируясь на античную драму, он создал в русле своей неоклассической концепции трагедию «Деметриос» (1905), в которой основную роль, как и во всей его драматургии, играли античные мифы, мотивы «вины и кары», «зависти богов», «проклятия крови», «невинного страдания». Восходящий к античной философии детерминизм оказал влияние на его пьесы «Каносса» (1908) и «Брунгильда» (1909), построенные на конфликте между долгом и чувством. В трагедиях «Ariadne auf Naxos» (1912) и «Kassandra» (1915) драматург переосмыслил древнегреческие мифы, воссоздав в утончённой поэтической форме дух античного времени.
Ученик Эрнста, Вильгельм Шольц пропагандировал строгое следование классическим эталонам в литературе. Свои идеи он изложил в произведении «Мысли о драме» (1905). Будучи ярым противником иных модернистских направлений, он придерживался канонов неоклассицизма, а воспевая родную Швабию примыкал к регионалистской литературе. Драматург на протяжении всей жизни проявлял интерес к оккультизму и мистицизму, и избирал фоном для своих драматургических произведений позднее Средневековье и предреволюционную Францию («Еврей из Констанцы» 1905 года и другие произведения).

#### Герхарт Гауптман

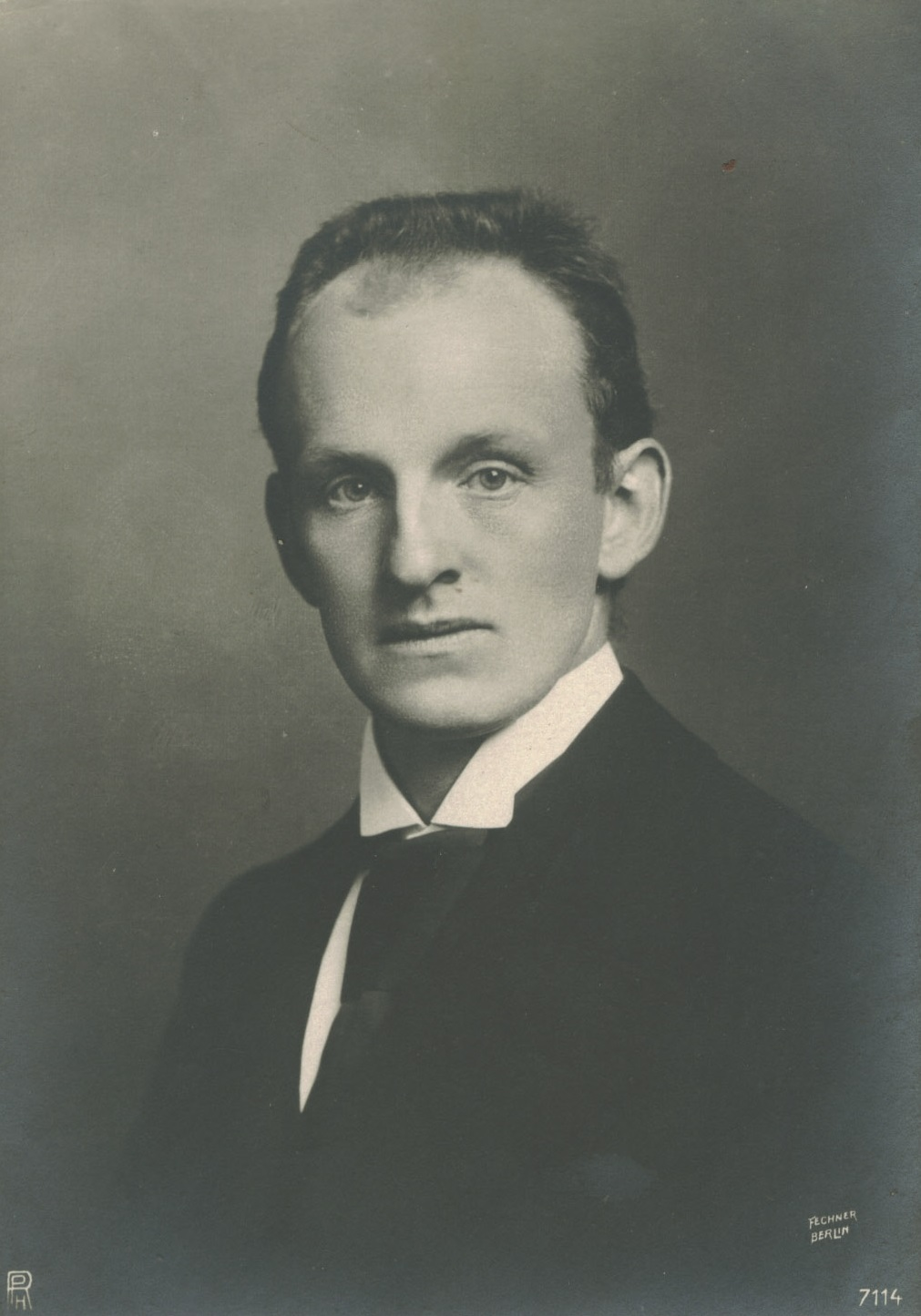
Герхарт Гауптман. Фотография, около 1890 года

Драматург Герхарт Гауптман обращался в античным сюжетам в своём творчестве начиная с юношества. В произведении «Судьба Прометидов» (1885) он в романтическом ключе поднимал тему контраста между величием античного мира и современным состоянием потомков этой цивилизации. Гауптман всю жизнь проявлял большой интерес к античной культуре. Об этом свидетельствовали его произведения на древнегреческие сюжеты — «Лук Одиссея» (1912) и другие, — а также эссе «Греческая весна» (1907—1908), в котором автор не столько описывал реальное путешествие, сколько пытался проникнуться духом греческого мировоззрения, понять истоки греческой трагедии. Подобно Рихарду Штраусу драматург хотел как бы стать «немецким эллином» и писал: 
…И я удивительно проникаюсь сознанием, что древняя греческая жизнь хотя и погребена, но не умерла. Она погребена очень глубоко, но только в душах живых людей, и когда узнают все слои мергеля и шлака, под которыми погребена душа Греции, как знают уже наслоения над раскопками в Микенах, Трое и Олимпии, где найдены остатки древней культуры из камня и железа, тогда, может быть, настанет момент раскопок и для живого греческого наследия.Герхарт Гауптман, эссе «Греческая весна».
Гауптман развивал в немецкой литературе направление неоклассицизма, в котором античные мотивы, сюжеты и темы соединялись с образами христианства. В поэме «Рука» (1885) он нарисовал образ Прометея, который подарил созданным им людям руки, за что его приковывают и даже привязывают к кресту. Философ Алексей Лосев писал: «Христианские симпатии автора совершенно очевидны, то есть подлинным страдальцем за людей являлся, по Гауптману, вовсе не Прометей, а Христос». В отличие от Рихарда Вагнера и Фридриха Ницше, противопоставлявших христианскую мифологию и древнегреческую культуру, драматург пытался найти общие истоки, связывающие всю европейскую культуру. К таким архетипам он относил культ мучимого, погибающего и воскресающего божества, проявившийся в Элевсинских мистериях, Дионисиях и распятии Христа.
В годы фашизма в Германии, драматург отошёл от современных тем и обратился к античной литературе, создав драматическую трилогию на сюжет древнегреческой легенды об Атридах (1941—1944). Работая над трилогией, Гауптман вдохновлялся идеями веймарского классицизма, пересказами фрагментов сюжета одного из неосуществлённых замыслов Иоганна Гёте — драмы «Ифигения в Дельфах».

#### Ницшенианское направление. Готфрид Бенн, Томас Манн, Стефан Георге

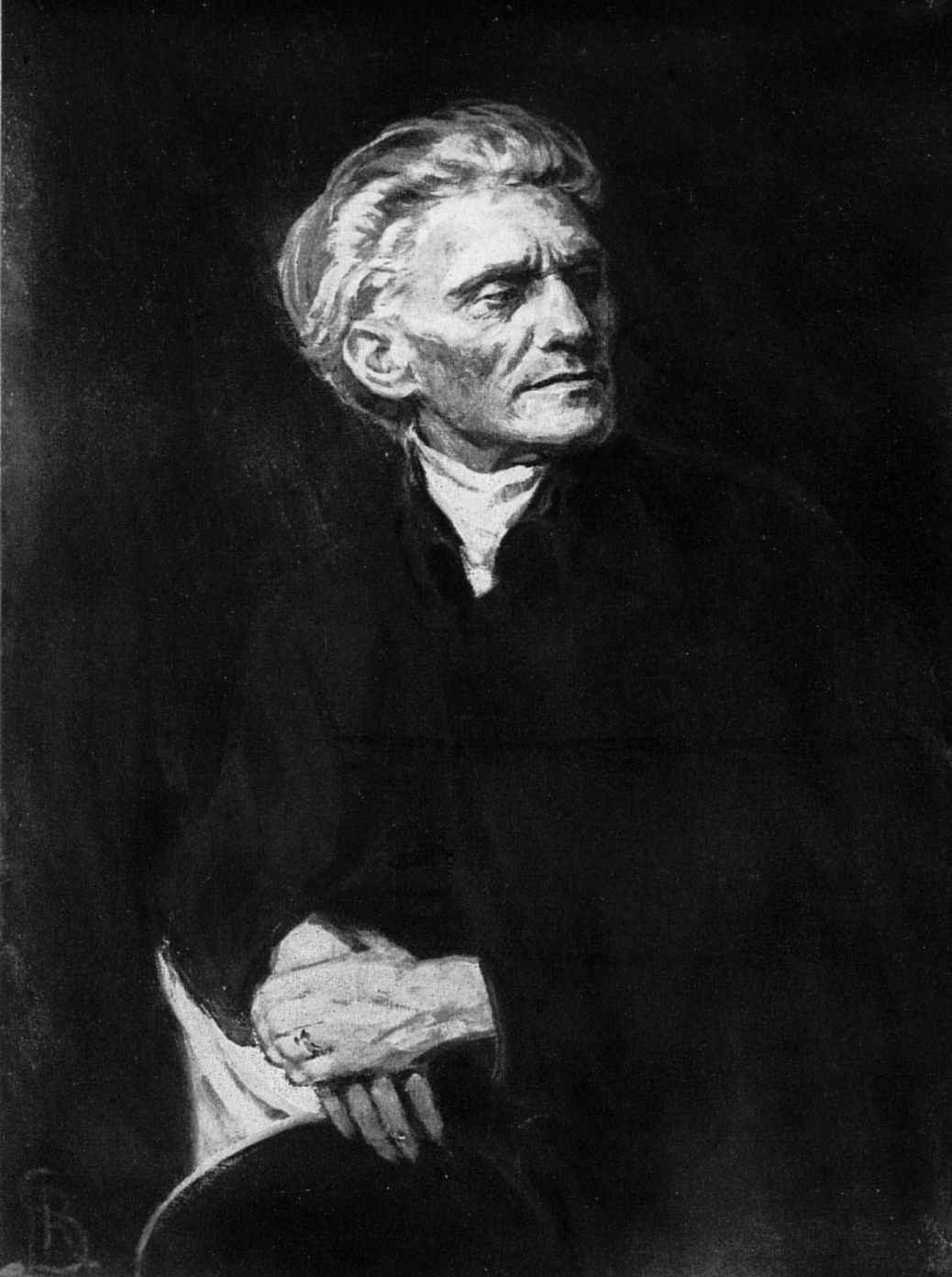
Рейнгольд Лепсиус. Портрет Стефана Георге

Более влиятельным направлением неоклассицизма в немецкой литературе стало переосмысление Античности в духе идей Фридриха Ницше. В нём исключительно важную роль приобрело противопоставление античной классики и дальнейшего христианского развития европейской культуры или, в терминах философа Освальда Шпенглера, — «фаустовской эпохи». Отрицание гегелевского взгляда на историю как процесс, имеющий высший смысл, привело к обращению к античному мировоззрению, в котором подчёркивались сиюминутность жизни, внимание к текущему, подчинение человека не его собственной воле, а судьбе. Понимаемая таким образом Античность положила традицию преимущества статики над динамикой, созерцания над действием, бытия над становлением (в терминологии немецких философов и писателей — «жизни перед духом»).
Неоклассицизм такого типа ориентировался на патриархальность, аристократизм и почвенничество. На рубеже XIX—XX веков в немецкой литературе в многочисленных вариантах утверждалась идея неподвижности, навсегда остановившегося развития. Во многом это была реакция на крах буржуазного гуманизма. Декаденство данного времени культивировало «сладостное умирание», или как писал Герман Борх — «весёлый апокалипсис». Одновременно в неподвижности, уравновешенности, статике стали искать и положительные черты, рассматривать в них крепкую опору в период общественных потрясений.
Восприятие Античности в подобном ключе и связанная с этим идея статики оказали влияние на поэзию Готфрида Бенна. Данное направление неоклассицизма разделял в публицистической книге «Размышления аполитичного» (1918), а позже опровергал в романе «Волшебная гора» (1924) Томас Манн. Писатель обращался к эстетике неоклассицизма и в драматургии. В драме «Fiorenza» (1906) он выдержал структуру в традиции классицизма, применив три единства, дидактизм и «высокий стиль». Герман Гессе оспаривал ницшеанский неоклассицизм в романе «Игра в бисер» (1943). В начале XX века направление во многом определило творчество крупного поэта Стефана Георге, в поэзии которого переплетались черты импрессионизма, символизма, неоромантизма и неоклассицизма. Для Георге основополагающей была идея избранничества, убеждённость в возможности красоты и высокого искусства кардинально поменять действительность. Совместно с немногими друзьями и последователями он с 1892 по 1919 год издавал журнал «Листки искусства» — классический образец «искусства для искусства».
В творчестве поэта отразился новый образ Античности, наполненный одновременно и светлой ясностью и оргаистическим тёмным началом иррационального, ставший для многих писателей рубежа веков скрытой аллюзией на современность. В поэме «Альгабал» (1892), действие которой разворачивалось во времена позднего Рима, прославлялась жестокость развратного императора Гелиогабала, которого автор представил прекрасным юношей, ради власти без сомнения переступающим труп собственного брата. В одном из стихотворений сборника «Год души» Георге сочетал «тонкость слуха» и «твёрдость слова» с культом силы, а в написанном в период мировой войны стихотворении «Война» рисовал образ юноши, разочаровавшегося в действительности, но не потерявшего в душе преклонения перед силой.

### Русская литература
Неоклассицизм в литературе русского модернизма не имел чётко обозначенных эстетических границ, не выразившись в манифестах, программных произведениях и не являясь литературной школой, но присутствовал в творчестве многих авторов. Русский неоклассицизм был тесно связан с символизмом и акмеизмом, имел корни в русской классической традиции — лирике Пушкина и поэзии 1830-х годов. Неоклассические тенденции явно проявились на рубеже XIX—XX веков, когда многие авторы стали заявлять о своей заинтересованности в традициях прошлых эпох — культе Античности, приверженности ясности и предметности материального мира. К созданию такого рода поэзии призывали акмеисты. Тяга к неоклассицизму была видна в поэтике Валерия Брюсова, в поэзии Иннокентия Анненского, Николая Гумилёва, Осипа Мандельштама, Анны Ахматовой, отдельные черты неоклассицизма соединялись со стилистикой символизма в произведениях Вячеслава Ива́нова, Максимилиана Волошина и других поэтов.

#### Русский символизм

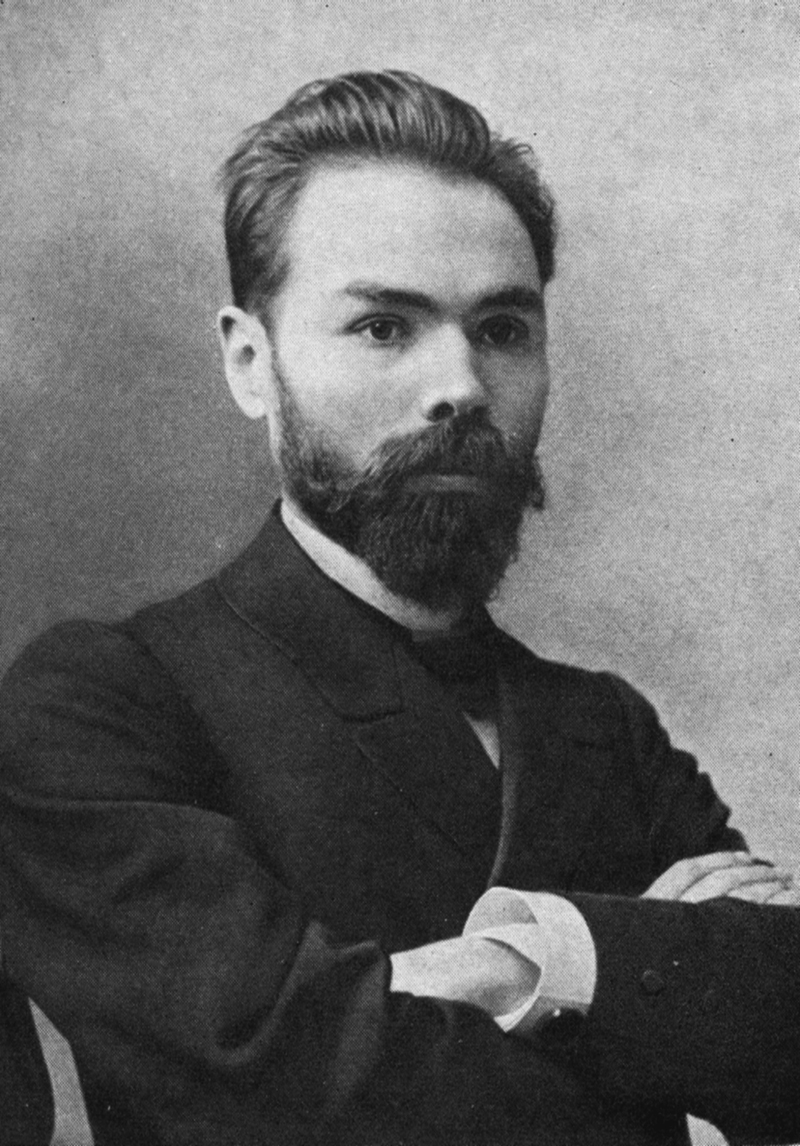
Валерий Брюсов. Около 1906 года

Русский символизм, возникший на переломе 1880—1890-х годов стал первым по времени и самым значительным среди нереалистических течений в русской литературе. В разные годы к символизму тяготели Валерий Брюсов, Константин Бальмонт, Фёдор Сологуб, Юргис Балтрушайтис, Иван Коневский, Мирра Лохвицкая, Иннокентий Анненский, Дмитрий Мережковский, Николай Минский, Зинаида Гиппиус, Андрей Белый, Вячеслав Ива́нов, Александр Блок, Сергей Соловьёв, Эллис.
Влияние неоклассической поэзии парнасцев сказалось на творчестве Валерия Брюсова, для рационального, «эпического» художественного мышления которого больше подходила парнасская традиция, чем импрессионизм. Влияние Парнаса нашло выражение в его стихотворении «Обольщённая» (1894). Наполненность аллюзиями на Античность, целостность образов произведения напоминали «Античные поэмы» Леконта де Лиля. Борис Михайловский считал, что в стихе впервые проявилась характерная для Брюсова неоклассическая тенденция воплощать переживание в «эпически объективированных образах… из мифологии, истории», озарять его «правдой вечною кумиров». В зрелой поэзии Брюсова неоклассицизм нашёл наиболее яркое выражение. В сборниках «Венок» и «Все напевы» (1906—1908, изданы в 1909) отразились классицистическая коллизия преодоления страсти долгом или долга страстью, наполненность историко-мифологическими аллюзиями. Сам поэт не раз признавался в склонности к классицистическому началу в искусстве — творчеству Софокла, Рафаэля, Расина, позднего Гёте, Пушкина.
Вячеслав Иванов в период руководства вольной «Поэтической академией» («Общество ревнителей художественного слова») наставлял Максимилиана Волошина, Михаила Кузмина, Сергея Городецкого, Николая Гумилёва, Осипа Мандельштама, Велимира Хлебникова. Молодые поэты преодолели уроки символизма и в свою очередь оказали влияние на своего учителя. В некоторых стихах сборника «Нежная тайна» (1912) Иванова был виден отход от избыточной символизации, обращение к «прекрасной ясности». Эти неоклассические устремления нашли выражение в его многочисленных стихах «равновесных устойчивых структур» и драматургических произведениях — «античных» трагедиях «Тантал» и «Ниобея» (обе 1905) и «Прометей» (1907—1914).
В творчестве Александра Блока неоклассические тенденции проявились в гражданственной лирике цикла «Ямбы» (1907—1914), в которых поэт призывал преодолеть «мрак бытия», озвучил «безумную» жажду жить и творить. Сборник, ориентированный на античные образцы и гражданственную лирику пушкинской эпохи, по словам Блока, пел «медью торжественной латыни». Литературовед Дмитрий Благой считал, что в «Ямбах» Блок, «один из наиболее энергичных разрушителей „классического“ канона», возвращался к классике. Эту тенденцию поэт продолжил в сборниках «Итальянские стихи» (1909) и «Ночные часы» (1911), где проявились его стремления к гармонии формы, точности рифм и традиционной для русской литературы строфике.
Иннокентий Анненский, творческое становление которого пришлось на 1900-е годы, акмеисты-неоклассики называли свои предвестником. Будучи преподавателем и директором Царскосельской гимназии, он стал «убеждённым защитником классицизма» и сформировался как поэт вдали от петербургских кругов, работая над переводом Еврипида. Первый рукописный сборник Анненского, опубликованный под псевдонимом «Ник.Т.-о.» (1904) был ещё символистским по стилистике, но уже отличался тем лаконизмом, который впоследствии культивировали неоклассики. Анненский в своём творчестве ориентировался на литературу Древней Греции, обращался к одам, поэтическим посланиям, элегиям, антологии.

#### Акмеизм

Анна Ахматова. 1921 год

Акмеизм (также часто именовался «адамизмом») представлял собой модернистское течение в русской поэзии 1910-х годов. Главными представителями акмеизма являлись Николай Гумилёв, Сергей Городецкий, Анна Ахматова, Осип Мандельштам, Михаил Кузмин, Михаил Зенкевич, Владимир Нарбут и Борис Садовский. Участники движения организовали первый «Цех поэтов» и группировались вокруг журнала «Аполлон». Объявив своей целью ориентацию на ясность художественного образа и поэтического языка («кларизм»), акмеисты хотели реформировать поэтику русского символизма, выступая против излишней мистичности и избыточной метафоричности. Направление явственно тяготело к эстетизму, отказавшись от критики современного общества и разделяя принципы «искусства для искусства».
Акмеизм в литературоведении часто рассматривают как разновидность неоклассицизма. С классицизмом акмеизм роднили культы равновесия и стихотворного мастерства, с другой стороны — акмеистов привлекали описания подробностей, что не поощрялось классицистической теорией. Литературовед Михаил Гаспаров считал, что акмеизм продолжал не собственно классицистическую, а «парнасскую» линию в литературе: «Акмеизм подхватывает — хотя бы на короткое время — парнасскую традицию поэтики, футуризм — символистическую». 
Неоклассицизм в стихах и статьях Осипа Мандельштама, в особенности в статьях «Слово и культура» и «О природе слова», был связан с определением современного классицизма Томаса Стернза Элиота — представлении о «мифологическом времени», «единовременно-вечном поэтическом» настоящем, не подчиняющимся законам социально-исторического прогресса. Стихотворение поэта «Я не увижу знаменитой Федры…» обычно приводится в качестве манифеста неоклассицизма. Мандельштама в литературоведении рассматривают и как модерниста, и как эллиниста, сумевшего извлечь «в потоке времени» образы Древней Греции и Рима, как на основе собственной эрудиции, так и посредством сильной классической традиции в русской поэзии. Сам поэт восхищался Державиным и много писал о «неоклассицистской» природе акмеизма.
В творчестве Михаила Кузмина неоклассицизм выразился в интересе к греко-римской Античности, культурам средневековья и Возрождения, византийско-русской истории и пушкинским канонам в поэзии. Поэт выражал свой интерес к литературным традициям в острополемической форме, его неоклассицизм имел мировоззренческую форму, близкую неоклассикам более позднего периода.

#### Третий «Цех поэтов»
Названием «Цех поэтов» обозначают несколько литературных кружков и объединений 1910—1930-х годов. Первый, главный и наиболее известный, был основан Николаем Гумилёвым при участии Сергея Городецкого в Санкт-Петербурге осенью 1911 года и просуществовал до 1914 года. Второй существовал с лета 1916 по осень 1917 года. Третий «Цех поэтов» (в литературе часто называемый Вторым) был создан в 1920 году вернувшимся из Великобритании Гумилёвым. В иначе называемый «Новый цех» входили Гумилёв, Георгий Иванов, Георгий Адамович, Николай Оцуп, Всеволод Рождественский, Сергей Нельдихен и Константин Вагинов. В отличие от первого и второго «цехов», третий представлял собой не столько литературный клуб или салон, сколько литературную группировку с жёсткими правилами. Собрания цеха проходили в Доме искусств. Первоначально участники выпускали рукописный, а затем гектографированный альманах «Новый Гиперборей». С марта 1921 года сборники стихов и альманахи стали выпускаться в печатном виде.
Литературной идеологией первого, в некоторой степени второго и третьего, цехов изначально был акмеизм, но в начале 1920-х годов он стал преобразовываться в неоклассицизм. Первым озвучивать неоклассицистические идеи начал Гумилёв. В советской и эмигрантской литературной критике стали выходить статьи о неоклассицизме: «О поэзии классической и романтической» (1920) Виктора Жирмунского, «О Н. Гумилёве и классической поэзии» (1922) Николая Оцупа, «Классицизм в современной русской поэзии» (1922) Константина Мочульского и другие. Какой-то единой идейной программы неоклассицизма в тот период не существовало, каждый автор вкладывал в него свой смысл. В целом такого рода неоклассицизм имел мало общего с классицизмом и рассматривался как реакция на футуристские и имажинистские эксперименты.

#### «Лирический круг»
Характерное для неоклассицизма стремление к ясности языка и образов привело к поэтизации мелочей повседневной жизни, которое было воспринято классиками группы «Лирический круг» 1920-х годов. В объединение входили Владислав Ходасевич, Константин Липскеров, Георгий Шенгели, София Парнок, Леонид Гроссман.

#### «Литературный особняк»
После революции 1917 года с неоклассицизмом себя идентифицировало одно из многочисленных литературных обществ, возникших в революционное время — «Литературный особняк» (так называемые неоклассики). Тем не менее, чётко сформулированной идеологии и программы они не имели, поэтому в обществе состояли представители самых разных направлений: неоклассики, натуралисты, символисты, акмеисты и неоромантики.

### Французская литература

#### Classicisme moderne
Поворот к классицизму на новой основе в французской культуре ясно обозначился в 1890-е годы. «Манифест французской романской школы» Жана Мореаса был опубликован в 1891 году. В тот же год Андре Жид издал «Трактат о Нарциссе» — сборник иносказательных эссе на основе древнегреческих мифов. В 1893 году в журнале «Эрмитаж» впервые появился термин сlassicisme moderne («новый классицизм» или «классицизм современности»), обозначивший нарождавшееся явление. В 1890-е годы Морис Дени обратился к художникам с призывом вернуться к классическим ценностям и сформулировал теорию неотрадиционализма. В 1908 году был основан журнал La Nouvelle Revue française (NRF), ставший рупором нового неоклассицистического направления и получивший репутацию авторитетнейшего периодического издания своего времени.
Французский «классицизм современности» формировался в противоборстве с романтическим и символистским мировоззрением, с эфемерностью импрессионистского художественного образа. Классика, как оплот спокойствия и незыблемости, виделась способом выбраться из хаоса художественных течений рубежа веков. В литературе французский неоклассицизм отчётливо наследовал традиции парнасцев. «Классицизм современности» постепенно набирал всё больше приверженцев и в 1920-е годы завоевал всеобщее признание как рупор вкусов и настроений эпохи. Писатель Томас Манн, исходя из размаха и авторитетности явления, назвал его «консервативной революцией».

#### «Романская школа»

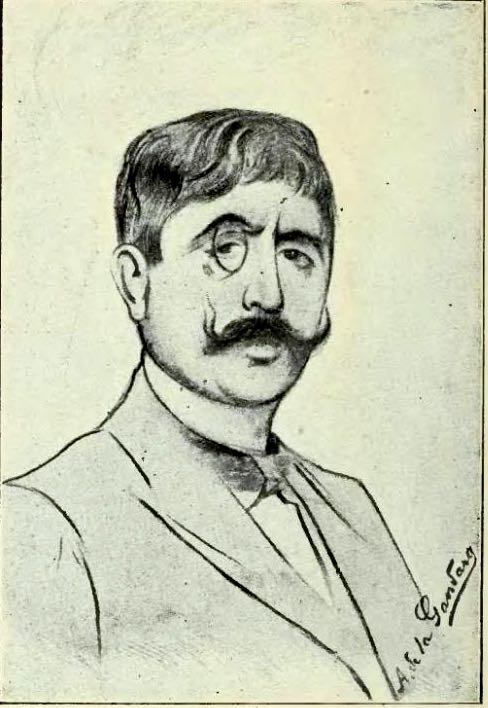
Антонио де ла Гандара. Портрет Жана Мореаса. 1905

В поэзии Франции одним из наиболее наглядных проявлений неоклассицизма стала «романская школа» 1890-х годов, в которую входили Жан Мореас, Шарль Моррас, Морис Дюплесси, Эрнест Рейно, Раймон де ла Тайед. Возглавлял школу Мореас, начинавший как символист и ставший автором первого «Манифеста символизма», но в 1890-е годы призвавший вернуться к национальным традициям, к «прекрасной ясности». В 1891 году он опубликовал свой «Манифест французской романской школы» и отказался от свободного стиха, излюбленного символистами. Образцом для современной поэзии он назначил творчество участников Плеяды и классицизм XVII века. Наиболее выдающийся сборник поэзии Мореаса «Станцы» (1899—1901) был построен на классической ритмике и строфике.
«Романскую школу» вместе с Мореасом основал Шарль Моррас, известный прежде всего своими монархическими взглядами. В его творческих установках также проявились неоклассицистические тенденции: критика избыточного субъективизма, идея об оздоровлении искусства посредством возврата к традициям «латинского гения», античной и французской литературы абсолютистского XVII века, стоявшей на страже «государства, собственности, семьи и религии». Для Морраса была характерна одержимость великой идеей европейской цивилизации, по его мнению, зародившейся в Древней Греции, продолженной в Древнем Риме, и наиболее полно воплотившейся во Франции. Идейно литератор был связан с воинствующим национализмом. Основанная им монархическая группа «Французское действие» придала политическую окраску идее осуждения романтизма, как выражению республиканства, демократии и «разнузданных сил анархии».
Такие яркие фигуры национализма, как Морис Баррес и Шарль Моррас внесли заметный вклад в содержание понятия «классицизм современности», приспособив его в качестве «боевого знамени» в борьбе с иноземными влияниями, якобы разрушавшими самобытность французской культуры. Тем не менее, во Франции националистическая линия неоклассицизма осталась на периферии художественной жизни и вызывала мало интереса у общества. Жан Кокто оставил характерный отзыв о своей беседе с Барресом в 1920 году: «Эта взвинченная аффектация по поводу возвышенного, Прекрасного, несравненного вызывает тошноту. Ничто так не изматывает, как эти экстазы с нулевым результатом».

#### Жозеф Пеладан
Символист Жозеф Пеладан, прославившийся в первую очередь своим оккультизмом и «Католическим орденом розы и креста», в 1890-е годы также обратился к Античности, иногда интерпретируя её в форме собственной «романской школы», иногда — в форме обращения к древнегреческому театру. Наиболее значительным неоклассицистическим произведением в его творчестве стала трилогия «Прометеида» (1895), в основу которой поэт положил трилогию Эсхила о Прометее, дошедшую до настоящего времени только в отрывках. В трилогии Пеладан совместил мотивы античной мифологии и образы христианства, что стало характерным приёмом неоклассицизма на рубеже XIX—XX веков и развивалось другими писателями.

#### ГруппаNRF. Андре Жид, Поль Валери, Поль Клодель

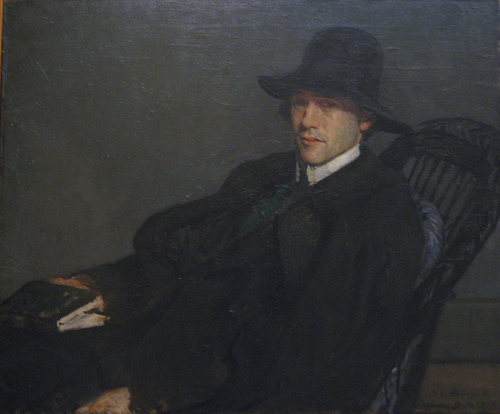
Жак-Эмиль Бланш. Портрет Андре Жида. 1921

С 1893 года Андре Жид на регулярной основе сотрудничал с пропагандировавшим неоклассицизм журналом «Эрмитаж», где публиковал критические эссе. Тем не менее, более обстоятельное изложение его взгляды на классическое наследие получили в статьях для NRF, где он стал одним из ведущих авторов и продвигал идеи возрождения классики в современном искусстве. Журнал издавал избранные эссе литератора отдельными сборниками: «Поводы» (1903), «Новые поводы» (1911), «Последствия» (1924). Жид часто излагал свои взгляды в форме воображаемого диалога, спора или в виде писем придуманному персонажу. В таким работам относился длинный цикл «Записок к Анжель».
Систематизированность классицизма на рубеже XIX—XX веков выглядела как альтернатива чрезмерному индивидуализму романтиков и символистов, хаотичности авангардных течений. Андре Жид предлагал свой взгляд на данный спор. В одной из «Записок к Анжель» он определял «современный классицизм» как гармоничное восприятие индивидуализма: «Торжество индивидуализма сливается с торжеством классицизма. Ибо высшая точка индивидуализма состоит в отказе от индивидуальности. <…> Художники и писатели, которые сегодня получают у нас наивысшую оценку, имеют свою манеру, тогда как великий классик работает вне манеры: он стремится к банальности. <…> Классическое произведение достигает силы и красоты за счёт обуздания романтизма».
Андре Жид, как и многие интеллектуалы своего времени, рассматривал классицизм как преимущественно французское явление, связанное с ментальностью французов. Однако его националистические взгляды противостояли взглядам Барреса и Морреса. Более умеренного Барреса он разбирал и частично опровергал, а ксенофобский радикализм Морреса, для которого классицизм выступал системой непреложных правил, был для Жида неприемлем. В статье «Национализм и литература» (1910) он объяснял большое влияние французской культуры в мире: «Чему же обязана Франция такими дарами судьбы? Нет сомнений — так же, как и Греция, — счастливому слиянию племён, тому их смешению, о котором так сожалеют нынешние националисты». По мнению писателя, именно перекрёстные влияния различных культур сформировали французский классицизм, обеспечив его своеобразие, поэтому «пространство» классицизма он воспринимал не как застывшие схемы и жёсткие правила, а как гармоничный ансамбль свободных художественных голосов.
В своей эстетической доктрине Андре Жид выбрал классицизм как искомый идеал, совершенную форму, которая пришла из Древней Греции, а Франция стала её прямой преемницей. В своём творчестве писатель часто обращался к античной мифологии, используя канву мифа для собственного высказывания. Древнегреческие мифы он воспринимал как разновидность реалистической литературы: мифологические герои были понятны в своих мотивациях и реакциях, их поведение было обусловлено психологией и логично. К произведениям автора, основанным на греческих мифах, относились: «Трактат о Нарциссе» (1890), «Топи» (195), «Филоклет» (1899), «Плохо прикованный Прометей» (1899), «Эдип» (1931). С помощью мифологических сюжетов Жид ставил в этих произведениях вопросы о современности, проблемах новой эпохи.

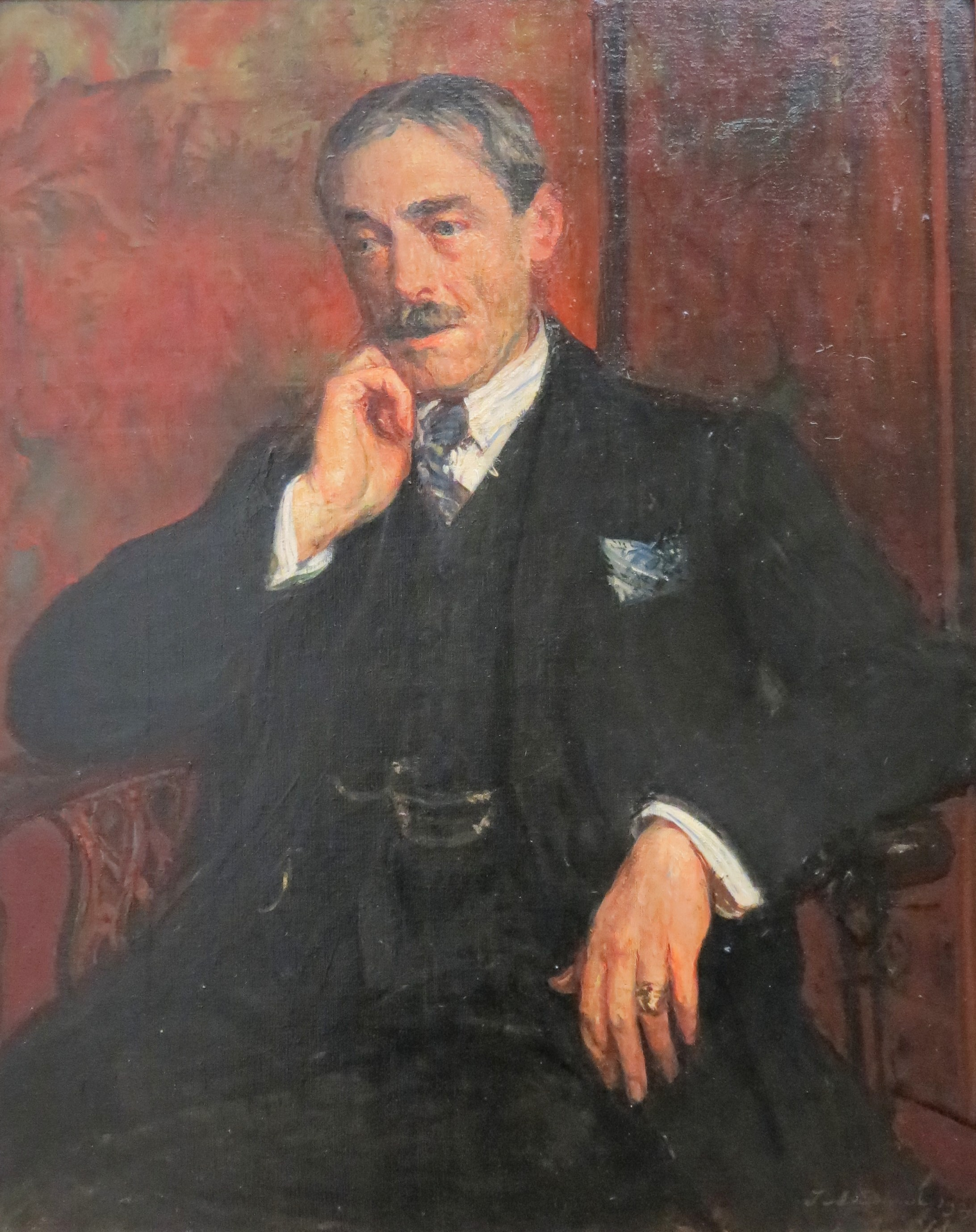
Жак-Эмиль Бланш. Портрет Поля Валери. 1923

К группе NRF принадлежал и Поль Валери, уделявший классицизму значительно меньше внимания, однако идеал классической стройности в его творчестве происходил из той же эстетической теории, что и у Андре Жида. В раннем произведении «Введение в систему Леонардо да Винчи» (1895) он стремился выявить единый источник как художественного, так и научного мышления. Классицистическую установку рационального построения формы с чётко обозначенной главной идеей в применении к современному искусству Валери доводил до предела, считая, что выдающееся произведение искусства подобно математическому изложению или инженерному чертежу. Отсюда вытекало требование безличности искусства, универсальности. 
Неоклассицизм, обращение к традициям и вершинам европейского искусства, литературы и философии, писатель воспринимал как спасение европейской культуры, выходом из кризиса, бывшего предвестником Первой мировой войны. По его мнению, классическое искусство могло навести порядок, согласовать различные точки зрения, но ему противостояло романтическое мышление, выплёскивавшее хаотические потоки сознания. «Различие между классиком и романтиком довольно просто. Это различие между тем, кто несведущ в своём ремесле, и тем, кто им овладел. Романтик, овладевший искусством, становится классиком. Вот почему романтизм нашёл завершение в Парнасе», — писал Валери. В неоклассицистическим произведениям писателя относились поэмы по мотивам античных мифов: «Юная Парка», «Фрагменты из „Нарцисса“», «Пифия».
Ещё одним крупным представителем группы NRF стал Поль Клодель. Будучи глубоко верующим христианином, он развивал классические идеи о высшем духовном начале. В гносеологии и эстетике писатель примыкал к платонической традиции и развивал идеи божественной сути творчества. Данные мысли нашли выражение в его произведениях «Поэтическое искусство» (1913) и «У афинских стен» (1927). Важнейшим достижением Клоделя в развитии неоклассики стал перевод эсхиловской трилогии.

#### Жан Кокто
Принадлежавший к следующему поколению Жан Кокто уже не пытался искать в неоклассицизме средство выправления перекосов современного общества, а хотел определить место явления среди авангардных течений искусства. «Классицизм современности» являлся для него авангардом, облачившимся в одежды традиционности. Кокто легко решал вопрос соотношения конструктивного и классического, являвшийся проблемой для Валери. «Греческий храм прекрасен, поскольку от очищен от всего лишнего вкусом; небоскрёб прекрасен, поскольку лишнее всё лишнее изгнано из него утилитарностью. Эти красоты — антиподы, но антиподы сходные», — писал драматург. Кокто продолжал антиромантическую линию неоклассиков. Классика, по его мнению, должна была быть осовременена, то есть очищена от «наслоений» многих веков.
В русле неоклассицизма Кокто перевёл «Антигону» Софокла и создал на основе перевода спектакль, который назвал попыткой «сфотографировать Грецию с аэроплана». В последующем, обращаясь к античной культуре, драматург перерабатывал древнегреческие мифы, подчиняя их своим целям. Работая над темой Орфея — драма «Орфей» (1925), фильмы «Кровь поэта» (1930), «Орфей» (1950), «Завещание Орфея» (1959) — он переносил схему сюжета в современные обстоятельства. В «Адской машине» (1934) Кокто пошёл на изменение сюжета, сделав Эдипа посмешищем Сфинкса. В его драматургии главным являлось взаимодействие между классическим текстом и текстом современности.

#### Драматургия экзистенциалистов
Процесс «заземления» Античности, применения античных образов, тем и сюжетов как ассоциаций для отражения проблем современности, нашёл своё завершение в драматургии французских экзистенциалистов 1930—1950-х годов. Склонность к античным сюжетам проявилась в пьесах «Мухи» Жана-Поля Сартра, «Троянской войны не будет» Жана Жироду, «Калигула» Альбера Камю, «Антигона» и «Медея» Жана Ануя и произведениях других драматургов.